# Biserica de lemn din Valea Stejarului

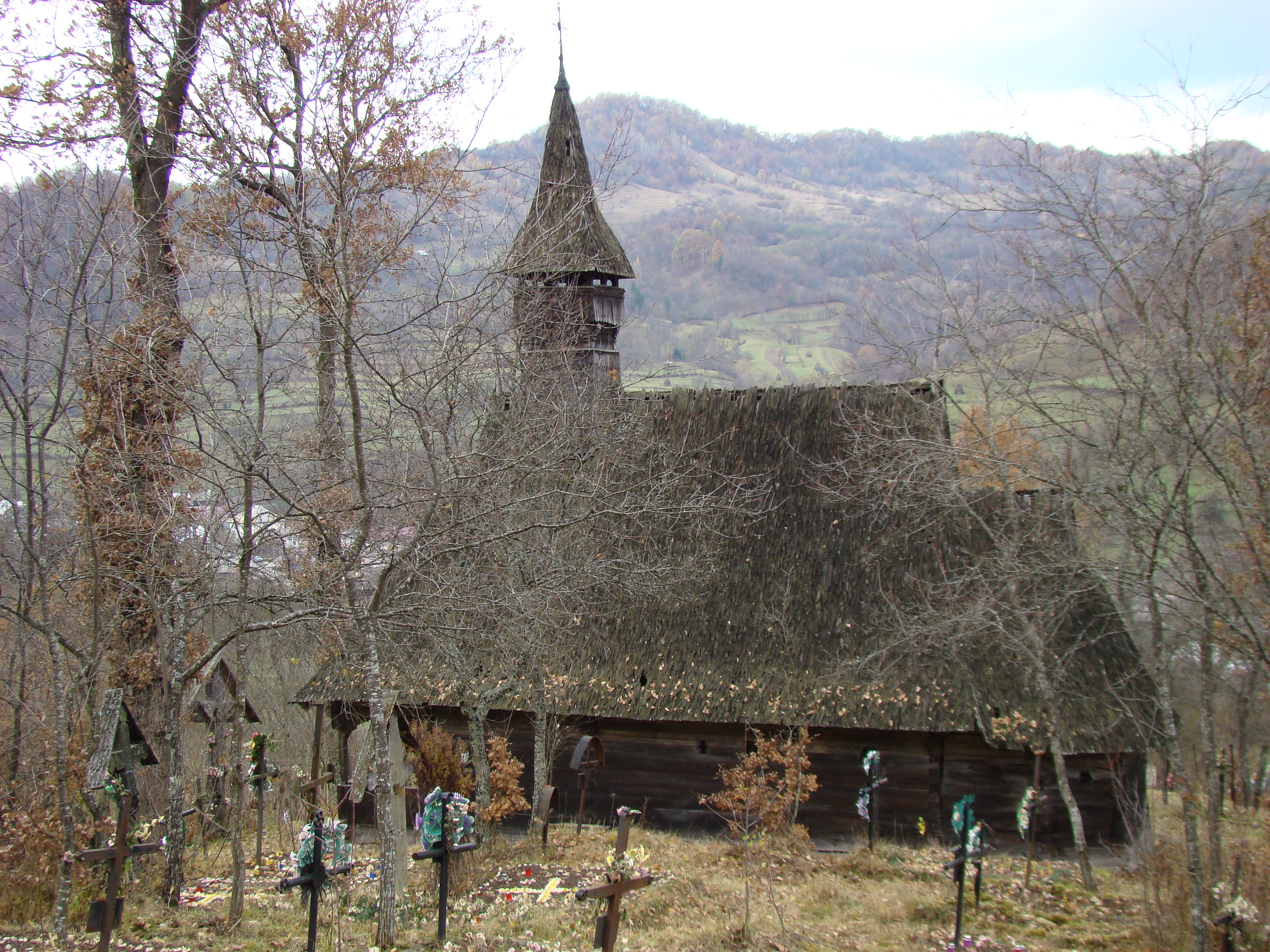
Biserica de lemn „Cuvioasa Paraschiva” din Valea Stejarului, comuna Vadu Izei, județul Maramureș, foto: noiembrie 2009.

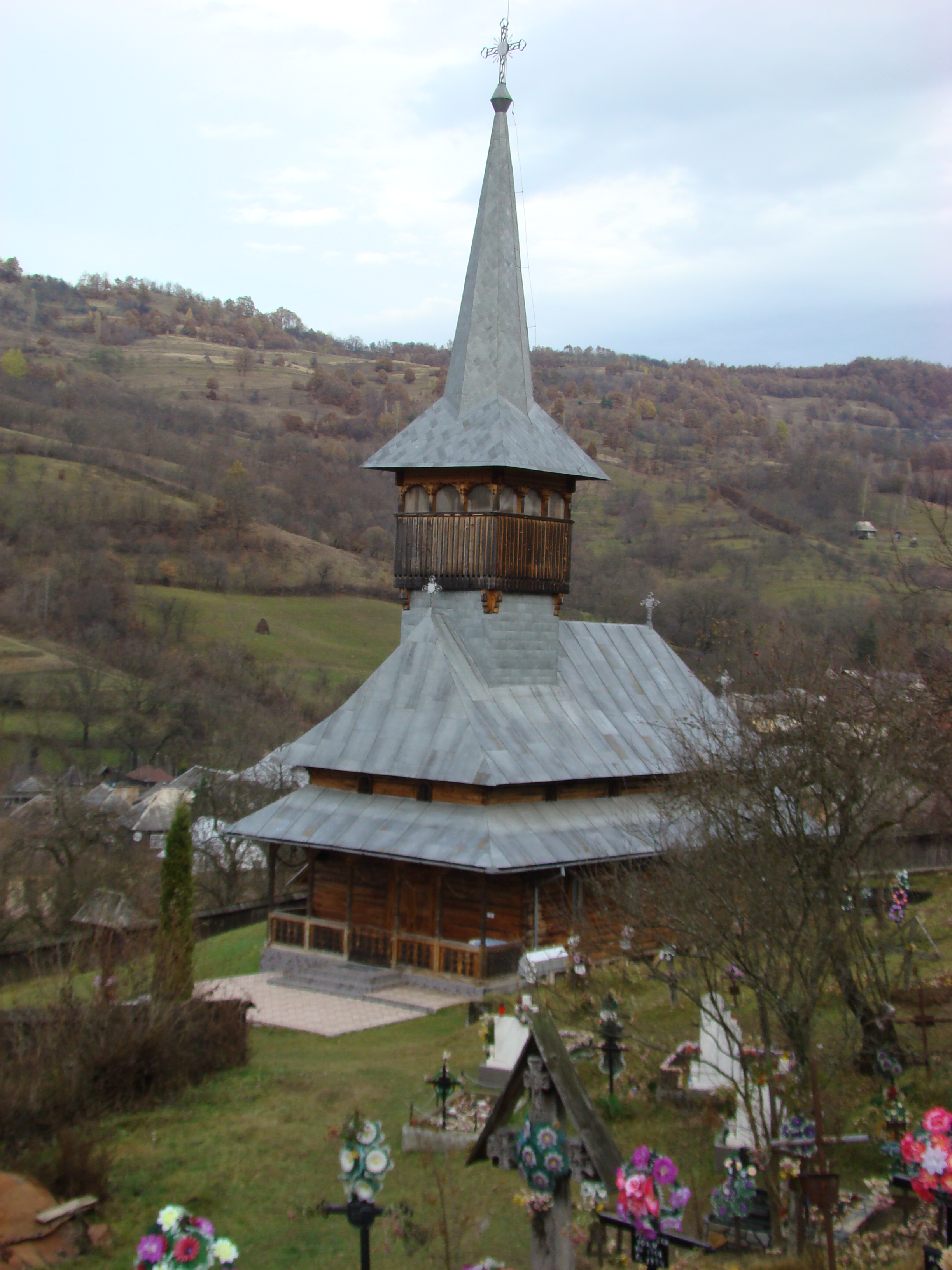
Biserica nouă de lemn din Valea Stejarului, cu hramul „Sfinții Arhangheli”

Biserica de lemn din Valea Stejarului, comuna Vadu Izei, județul Maramureș datează probabil din secolul XVII. Lăcașul are hramul „Cuvioasa Paraschiva” și figurează pe lista monumentelor istorice, cod LMI MM-II-m-A-04791.

## Istoric și trăsături
Biserica ortodoxă din Valea Stejarului, comuna Vadu Izei, județul Maramureș, a fost ridicată în zilele Prea Fericitului Metodie, Patriarhul Țarigradului, probabil în anul 1630, sub păstorirea preotului paroh Andrei Botiș. La ridicarea ei a contribuit în mare măsură văduva Hapca Palaghia, o femeie bogată, din satul Oncești, precum și credincioșii din această parohie. Ciopliturile decorative din lemn au fost executate de maiestrul Daniel Munteanu. La anul 1830 biserica a fost renovată de Michnea Ioan, Michnea Ștefan, Michnea Nuțu, persoane care au luat această inițiativă. Stilul este specific maramureșan. Biserica este construită din lemn de stejar cu dimensiunile: lungime= 10 metri, lățime= 4,50 metri, volumul= 120 metri cubi. Pictura este executată pe pânză, specifică iconografiei bizantine de pe vremea Comnenilor și se mai păstrează doar în mică parte. Se spune că această pictură a fost executată de pictorul Hapka Simion, ucrainean din Polonia. În anul 1976 biserica a fost din nou renovată și resfințită de către I.P.S. Arhiepiscop Teofil Herineanu, arhiepiscop al Clujului, preot paroh fiind Ilieș Ioan, originar din Poienile Izei, județul Maramureș. Obiectele de valoare sunt: cărțile de ritual, Tripticul, medalioanele de pe ușile împărătești, icoane pe sticlă și lemn.

## Galerie de imagini

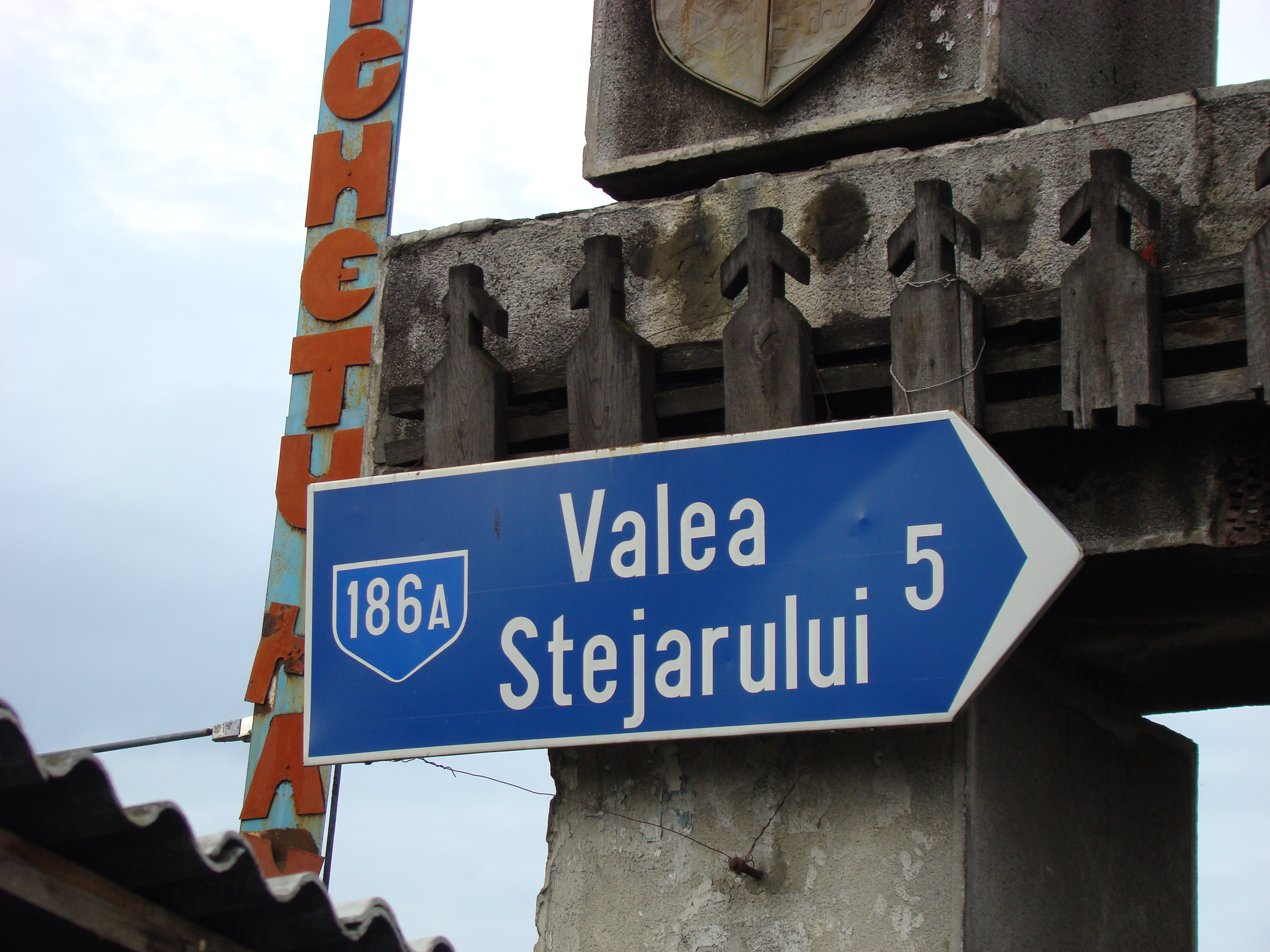
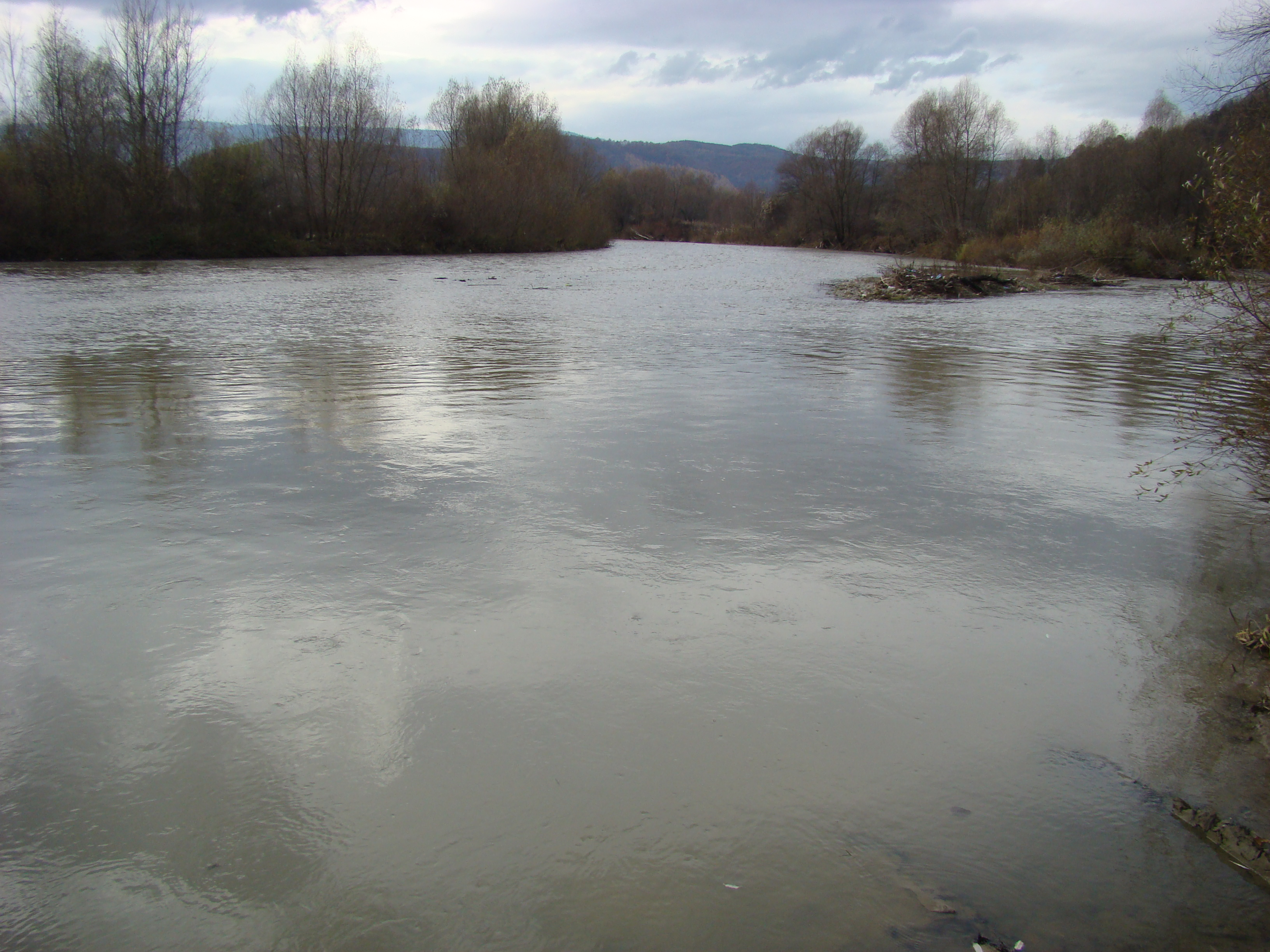
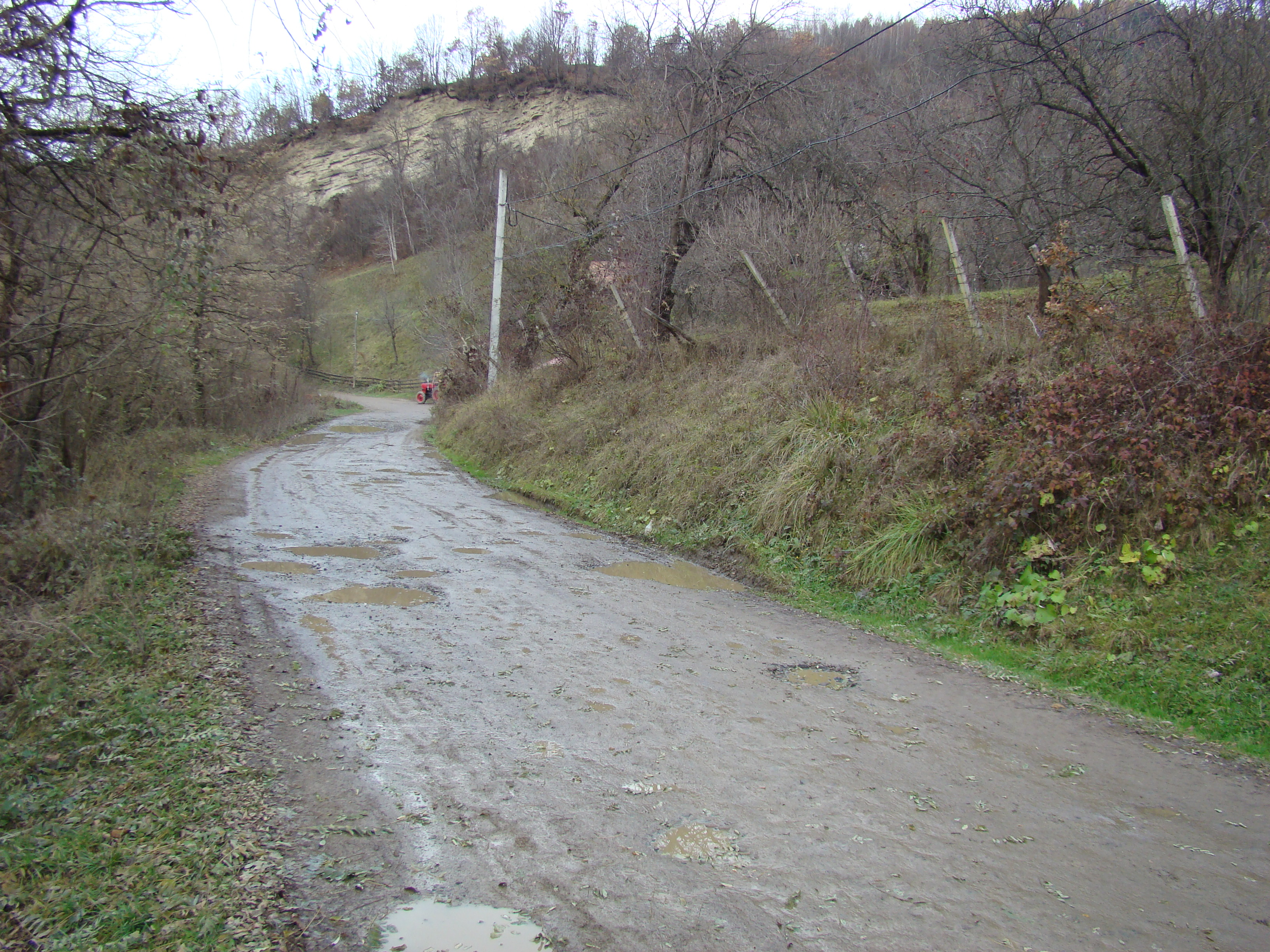
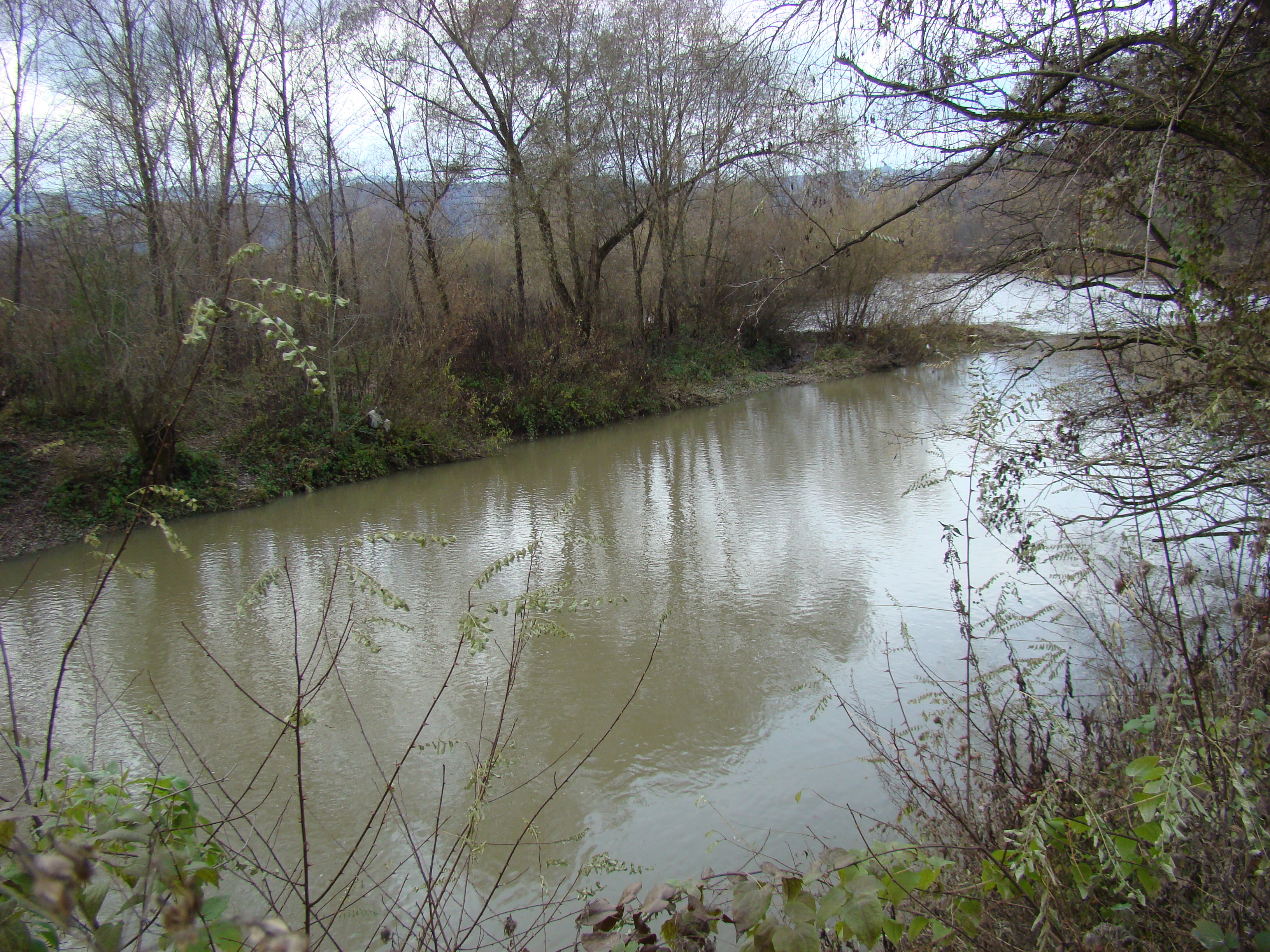
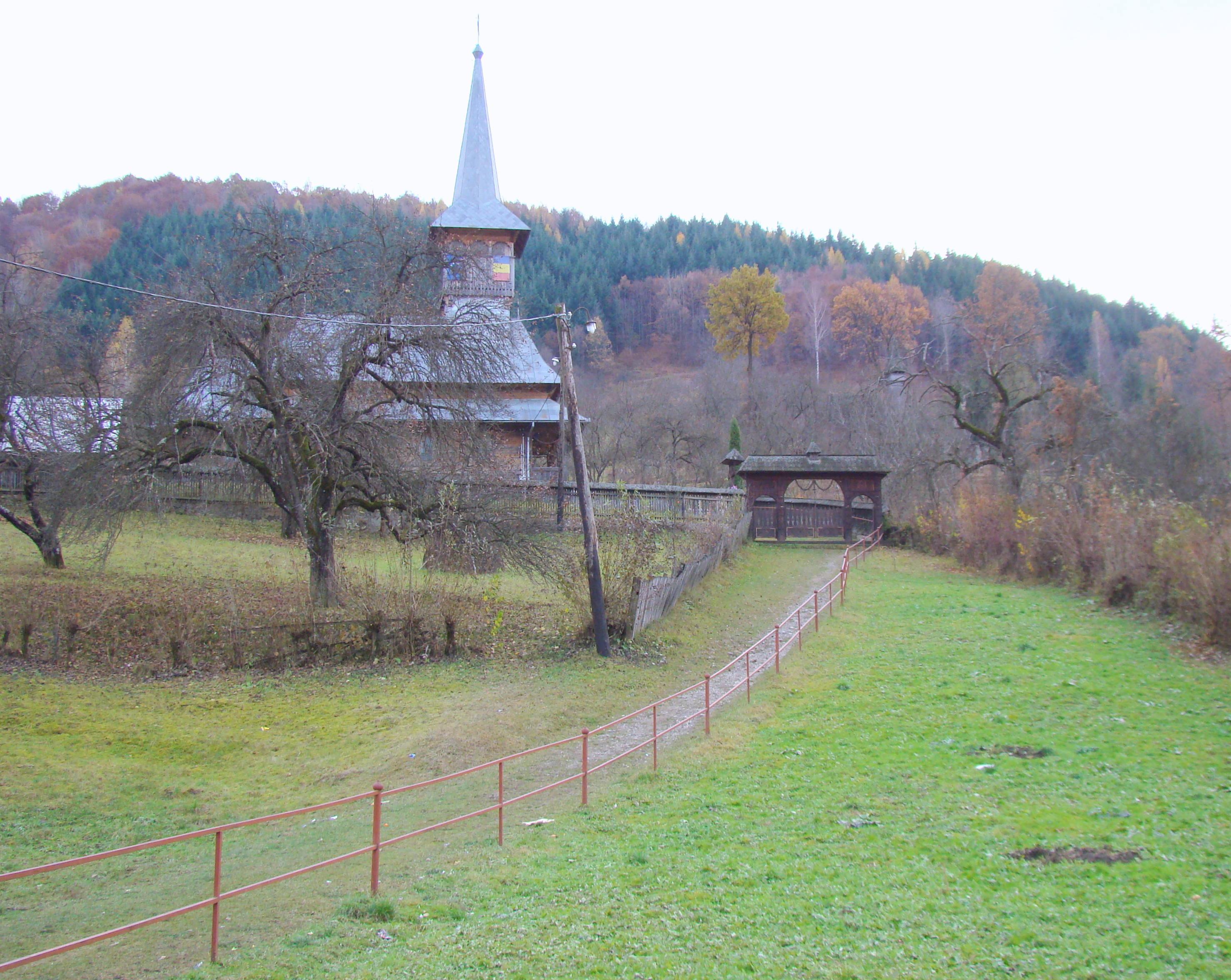
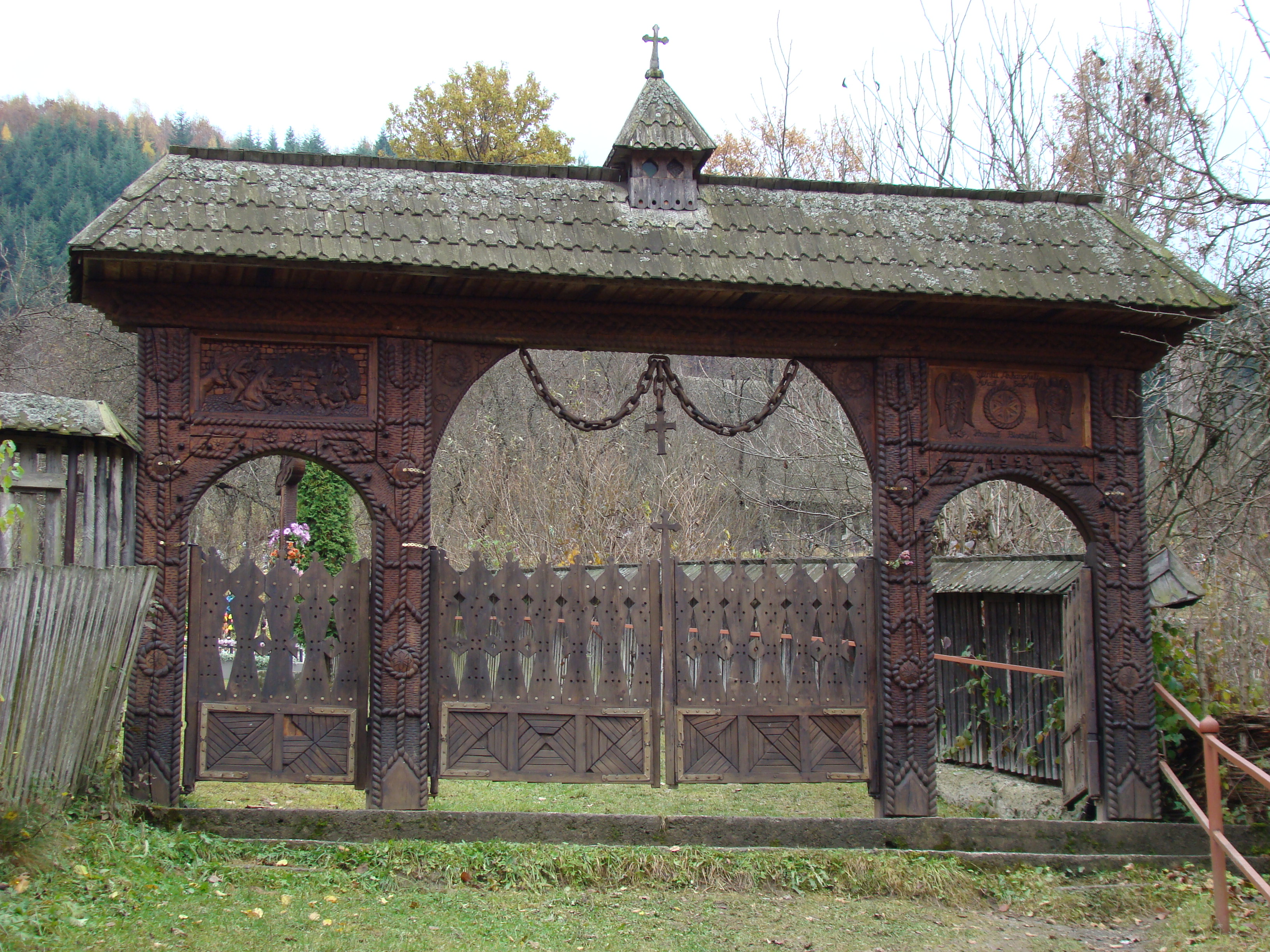
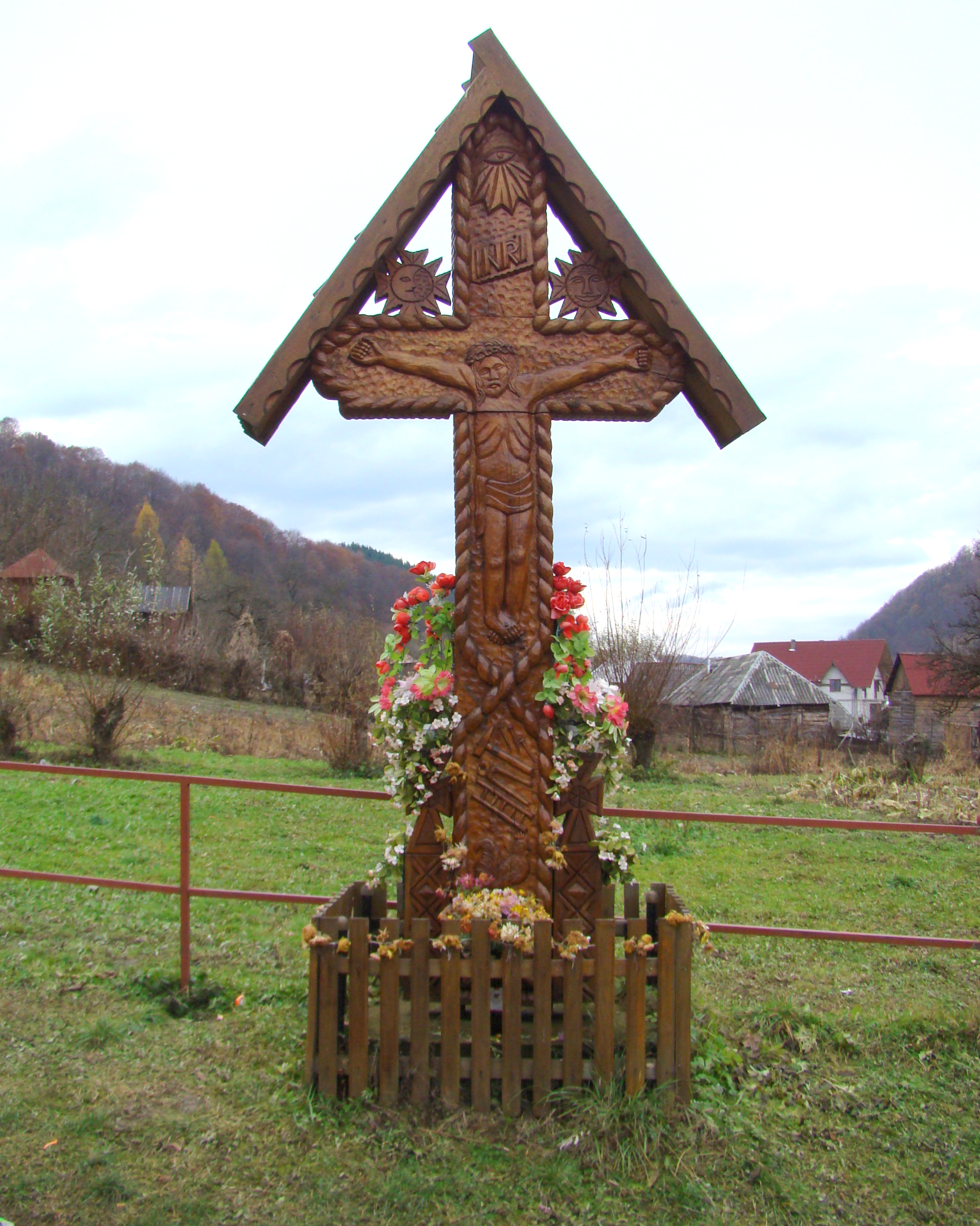
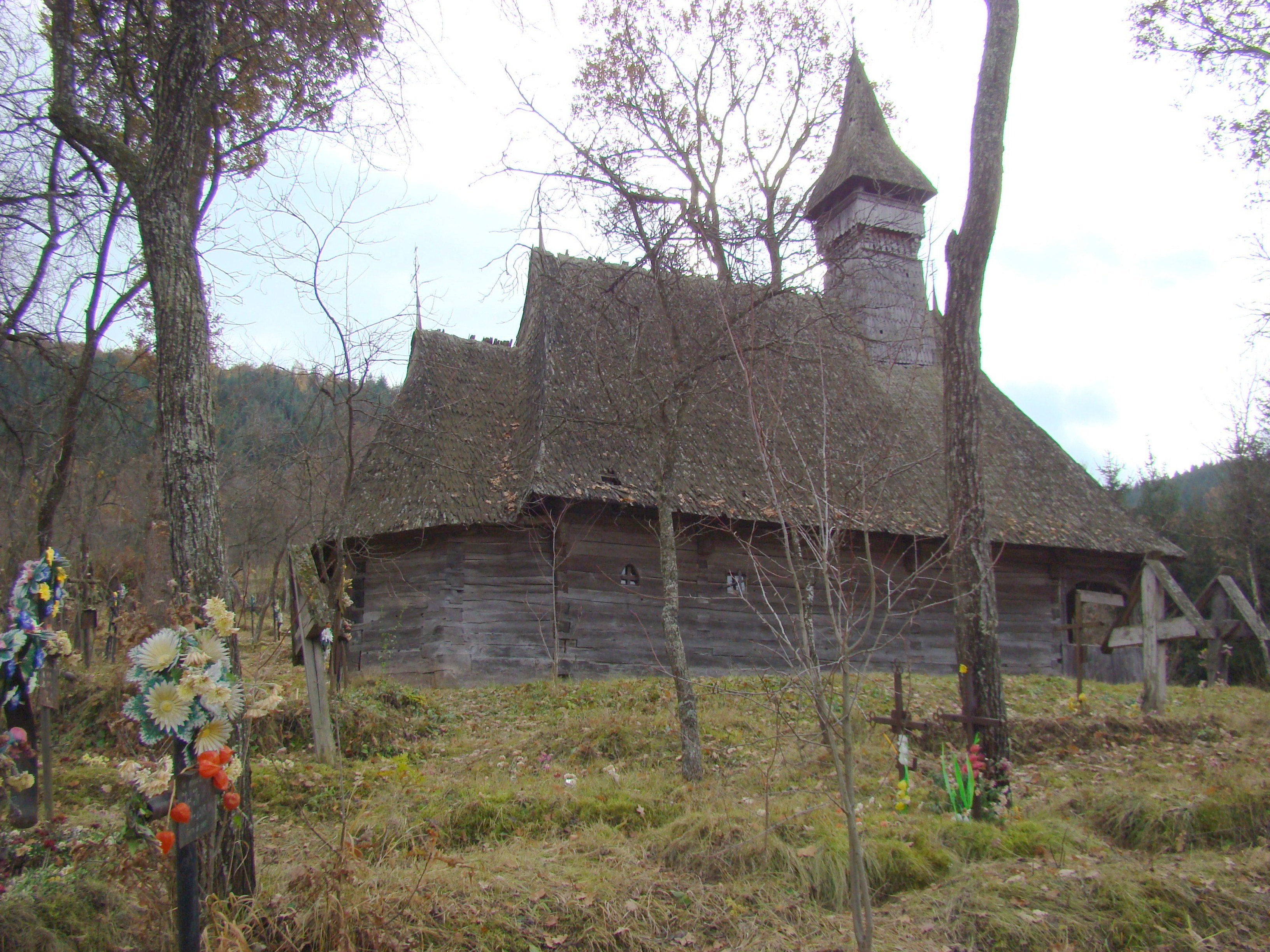
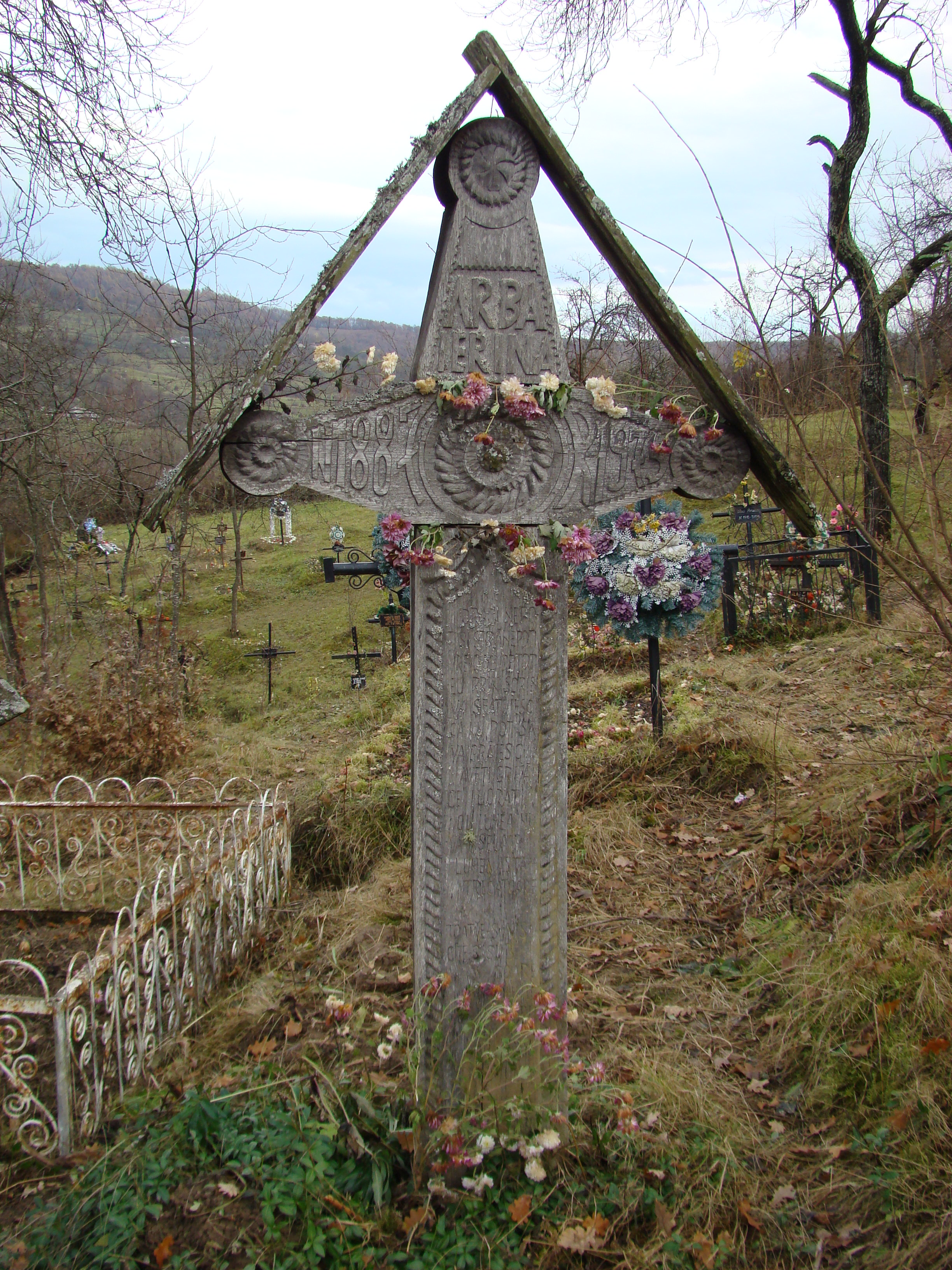
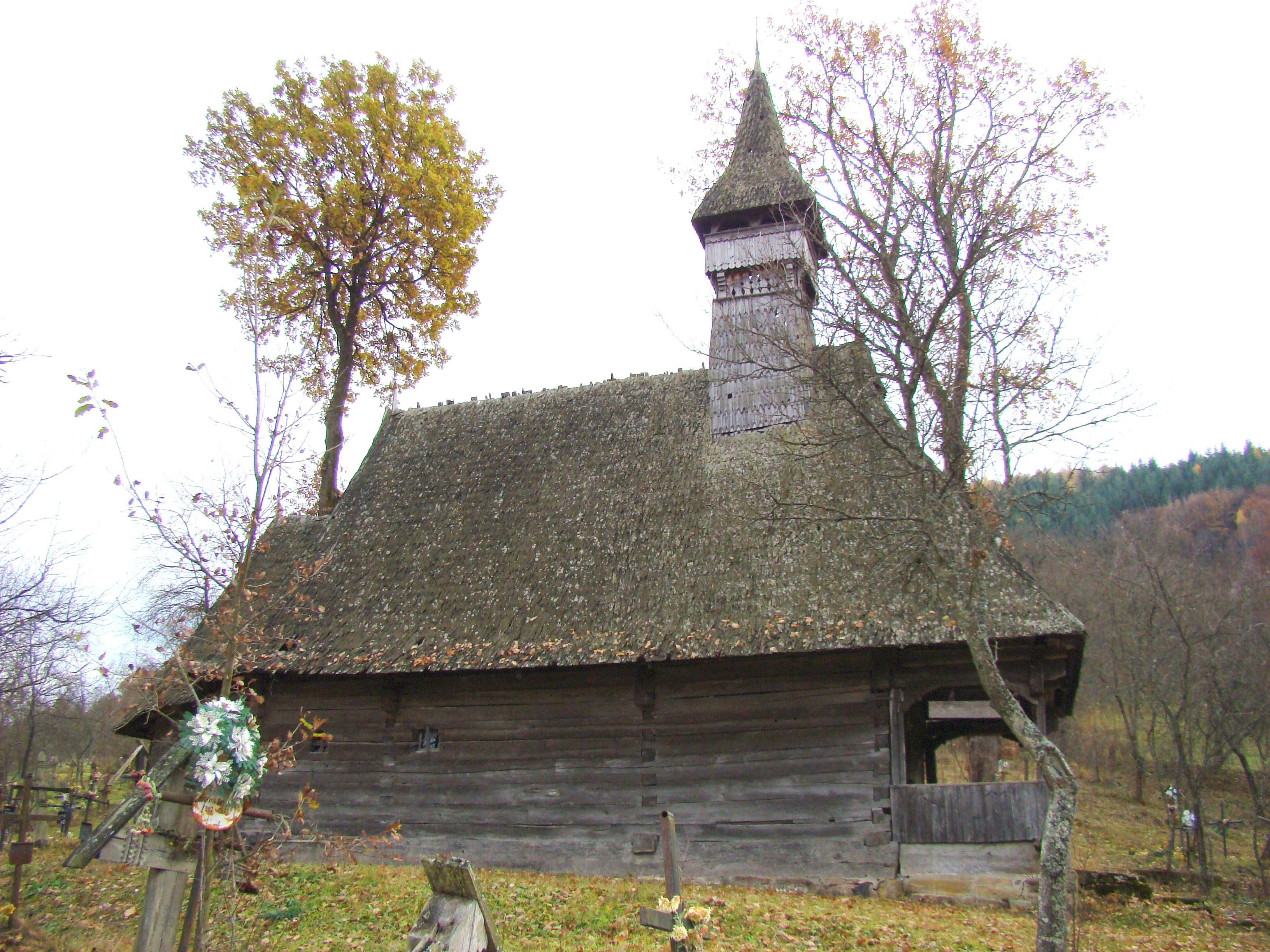
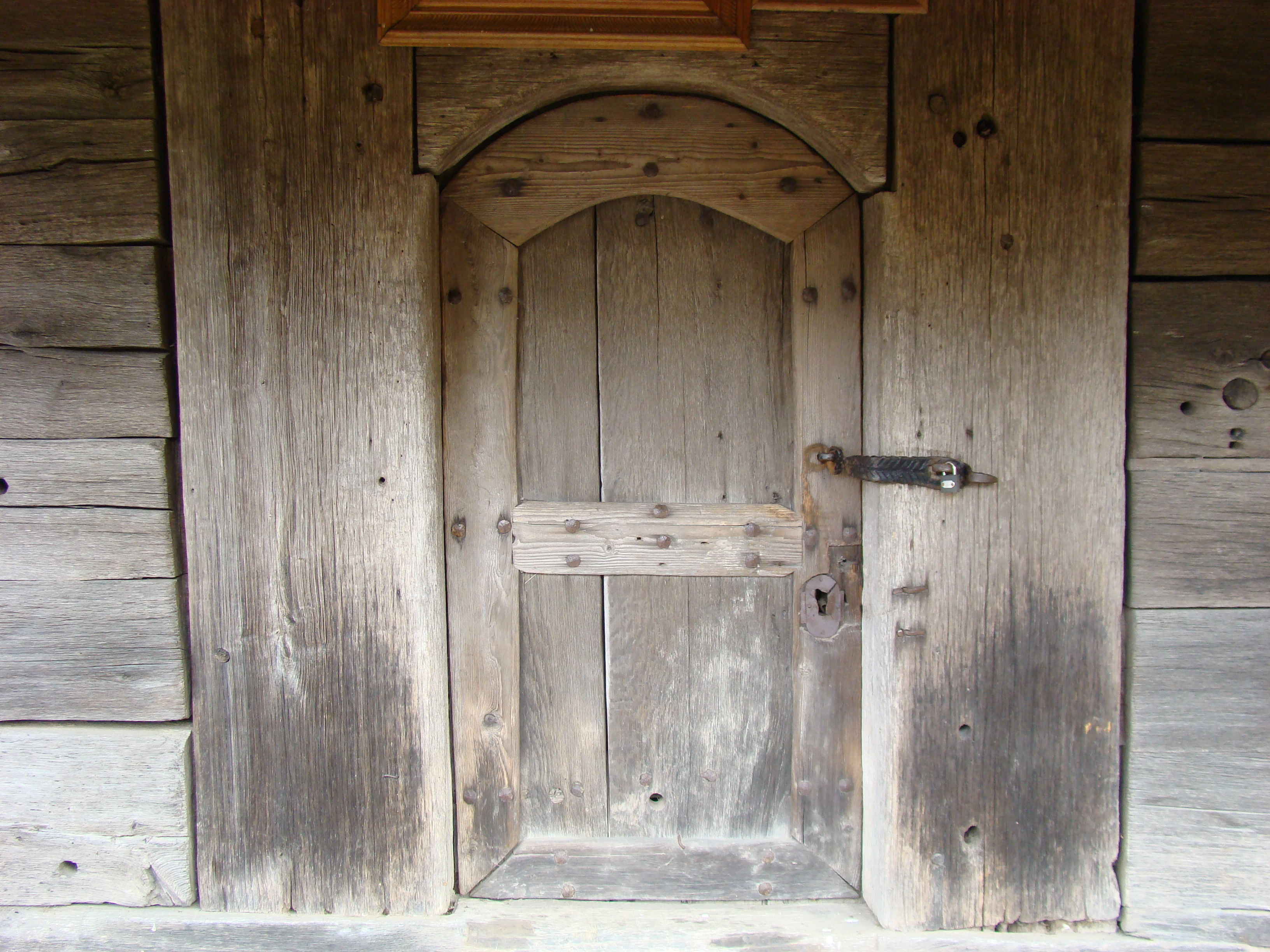
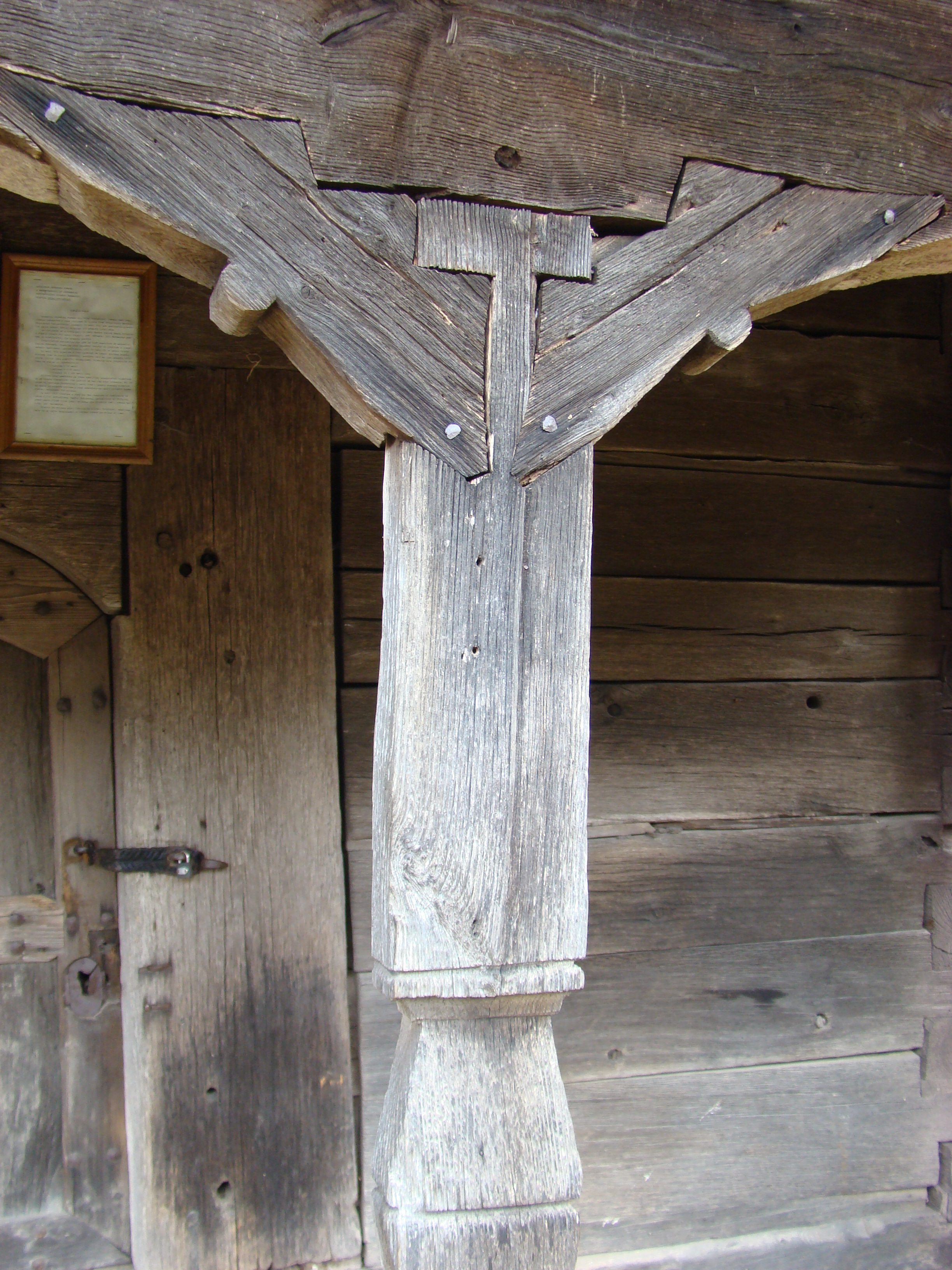
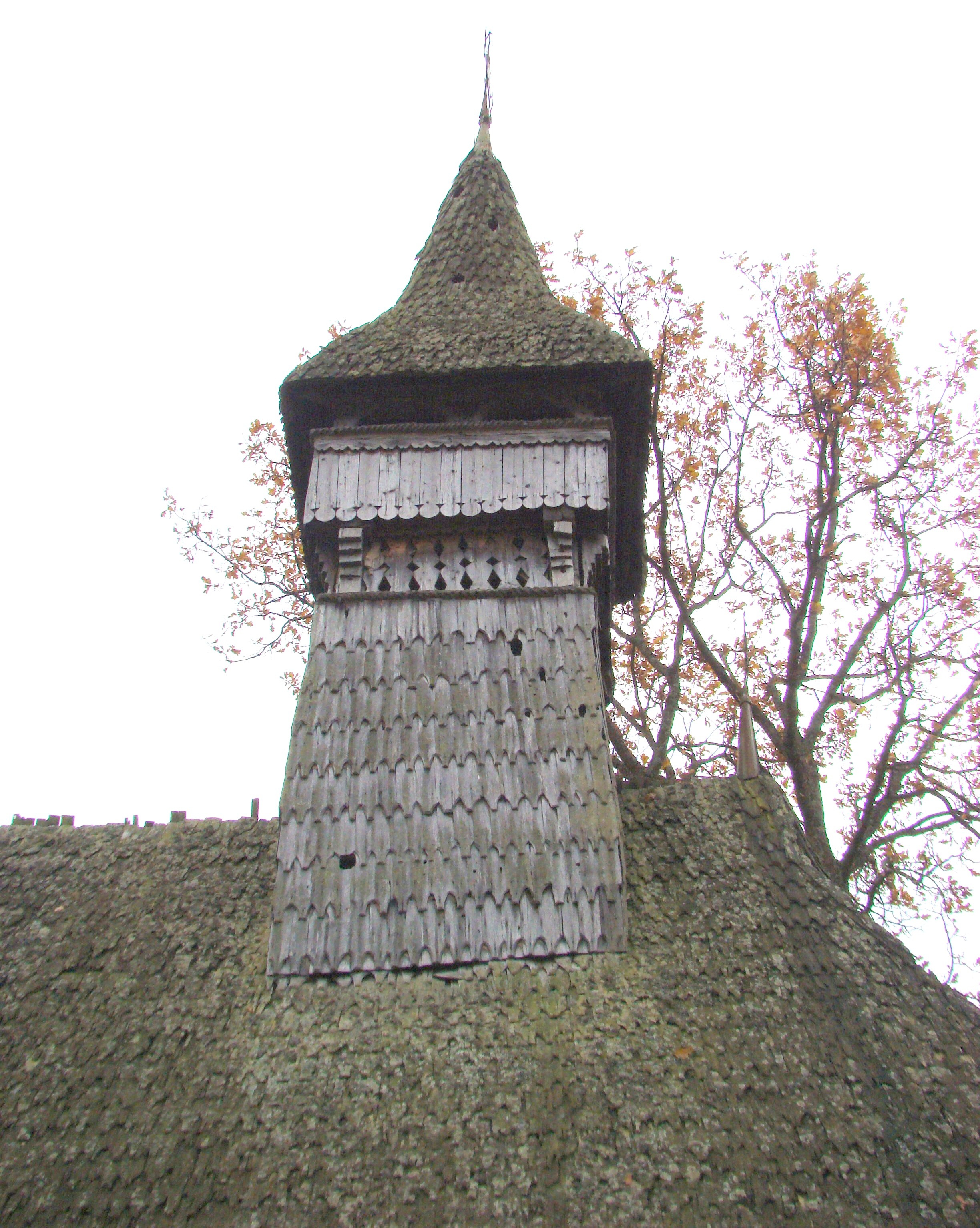
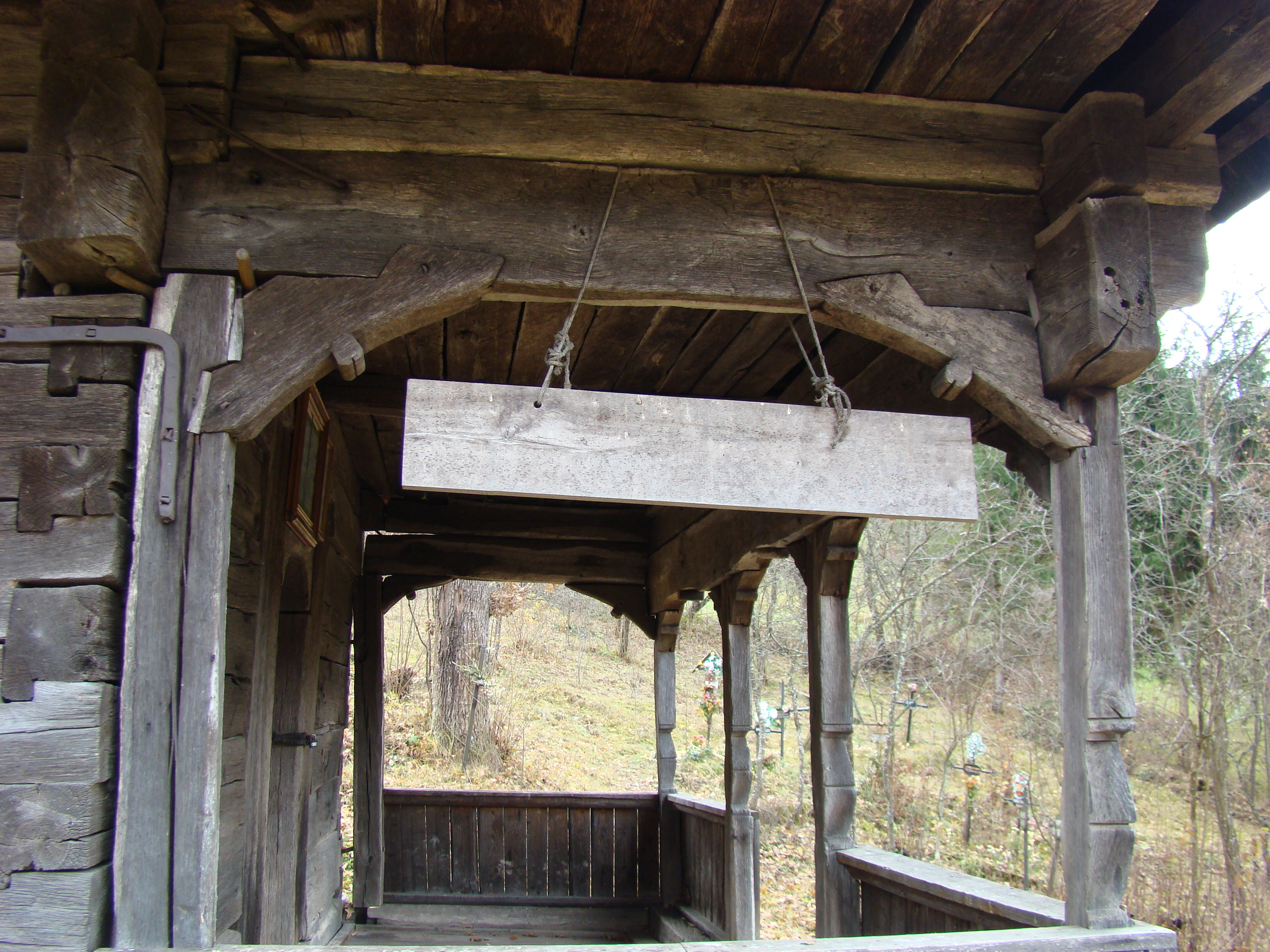
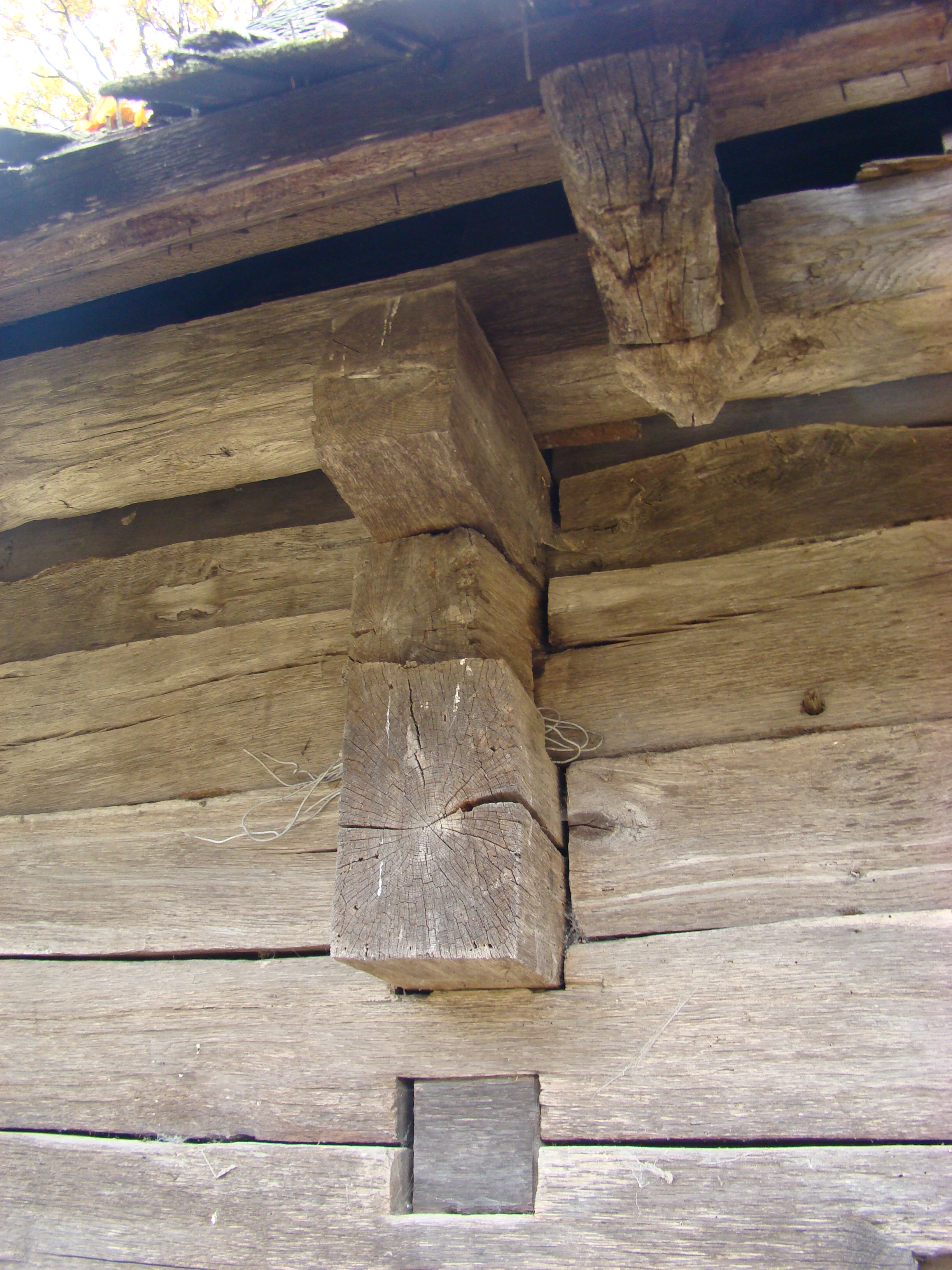
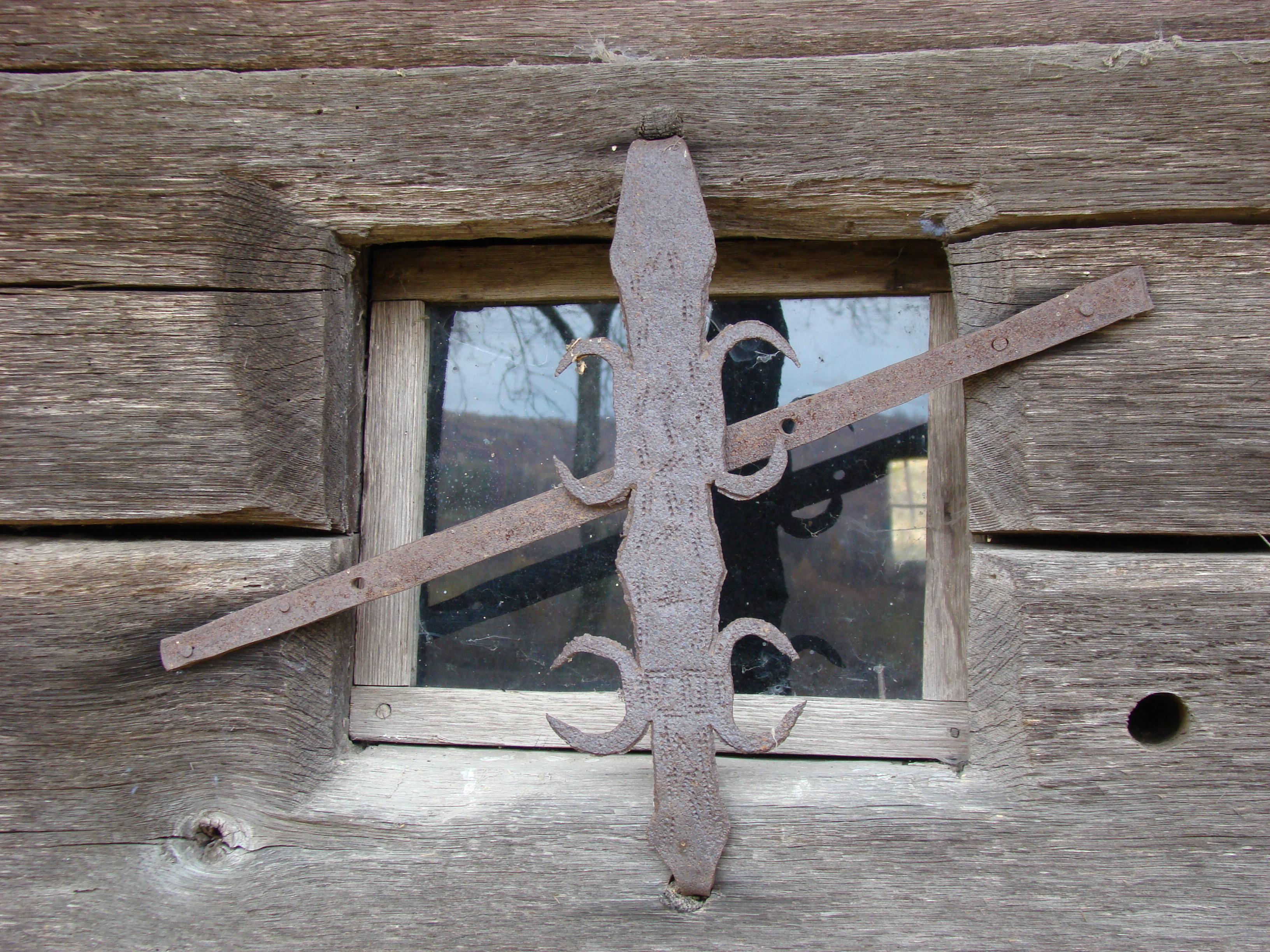
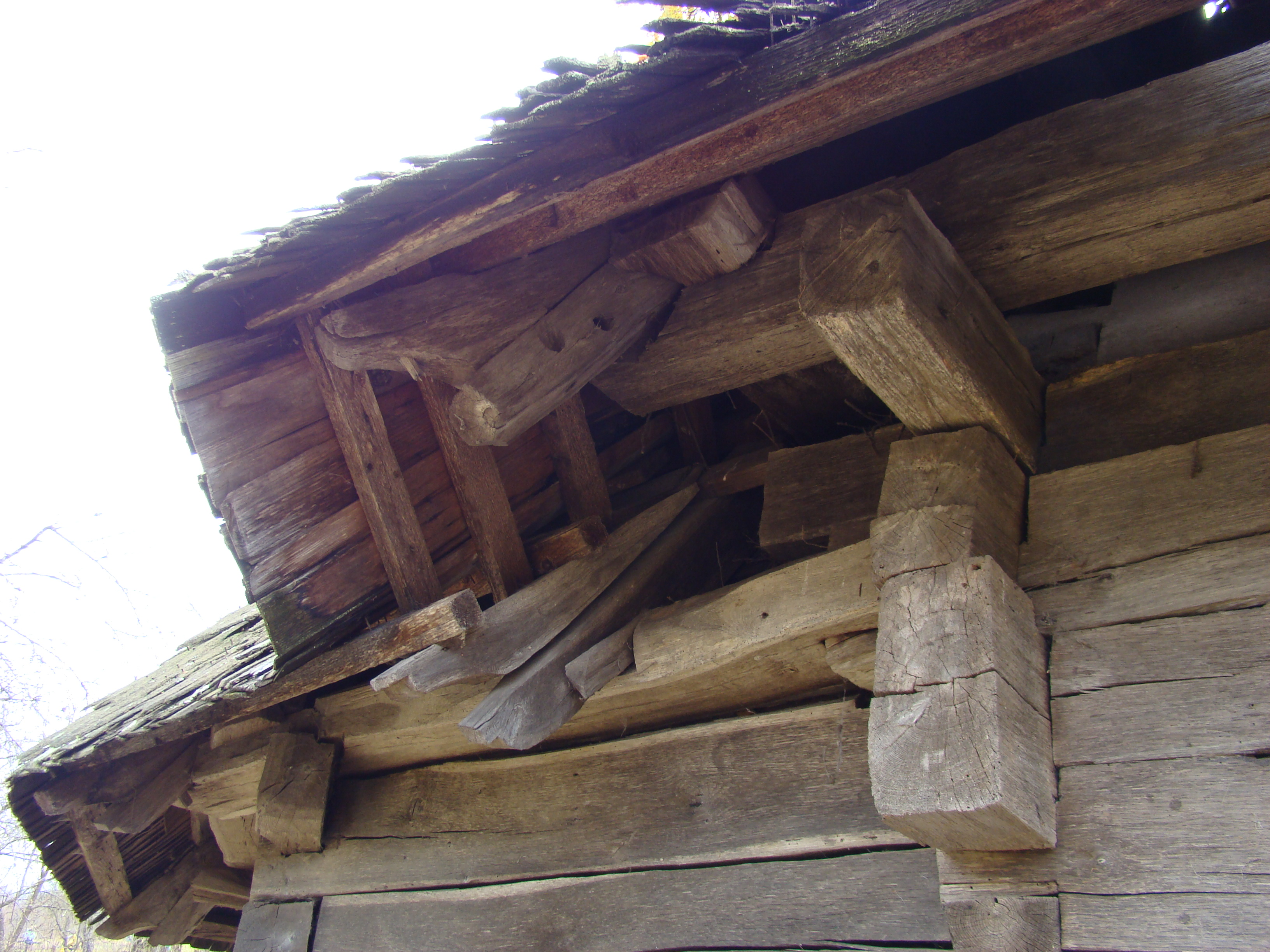
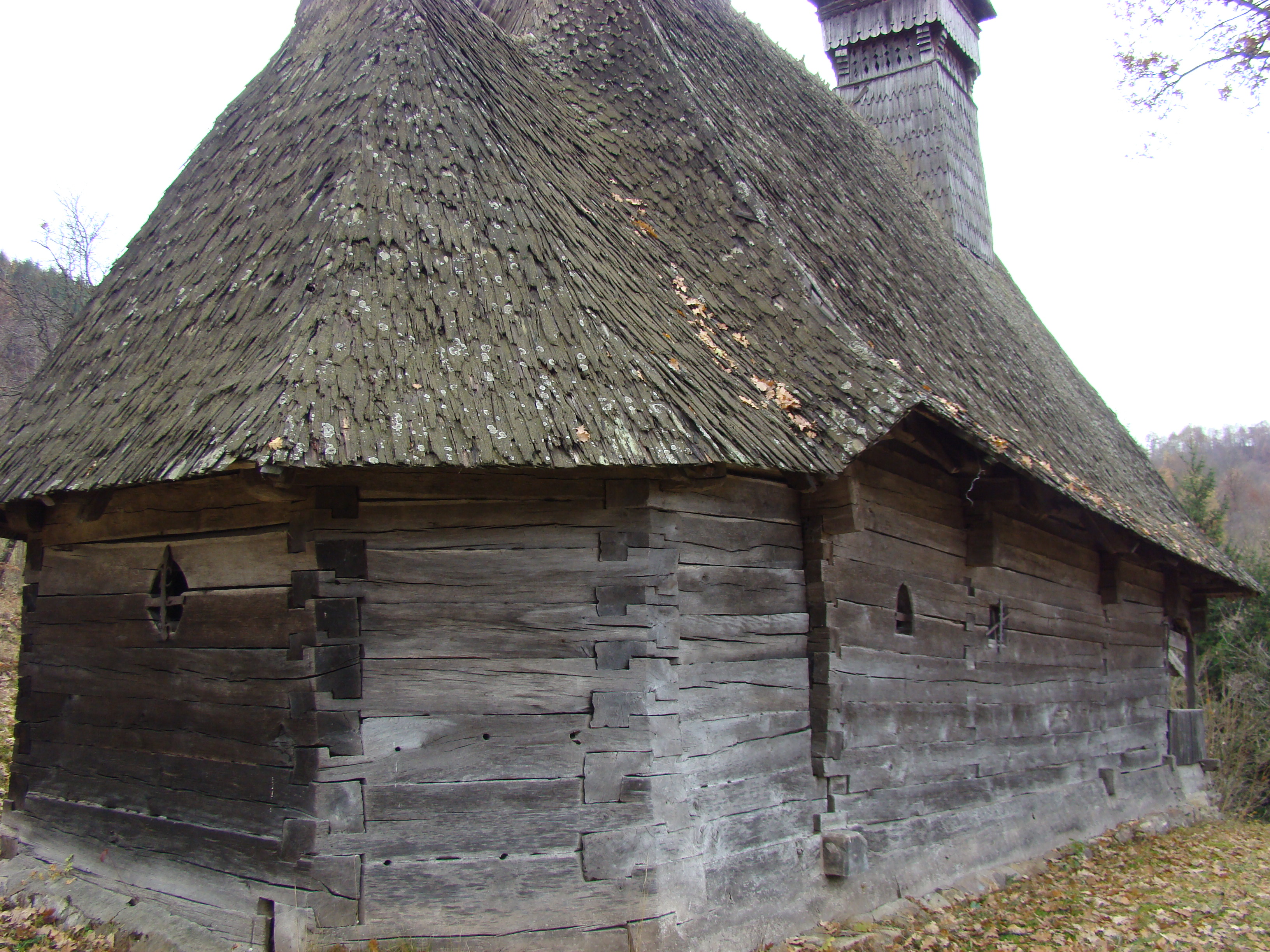
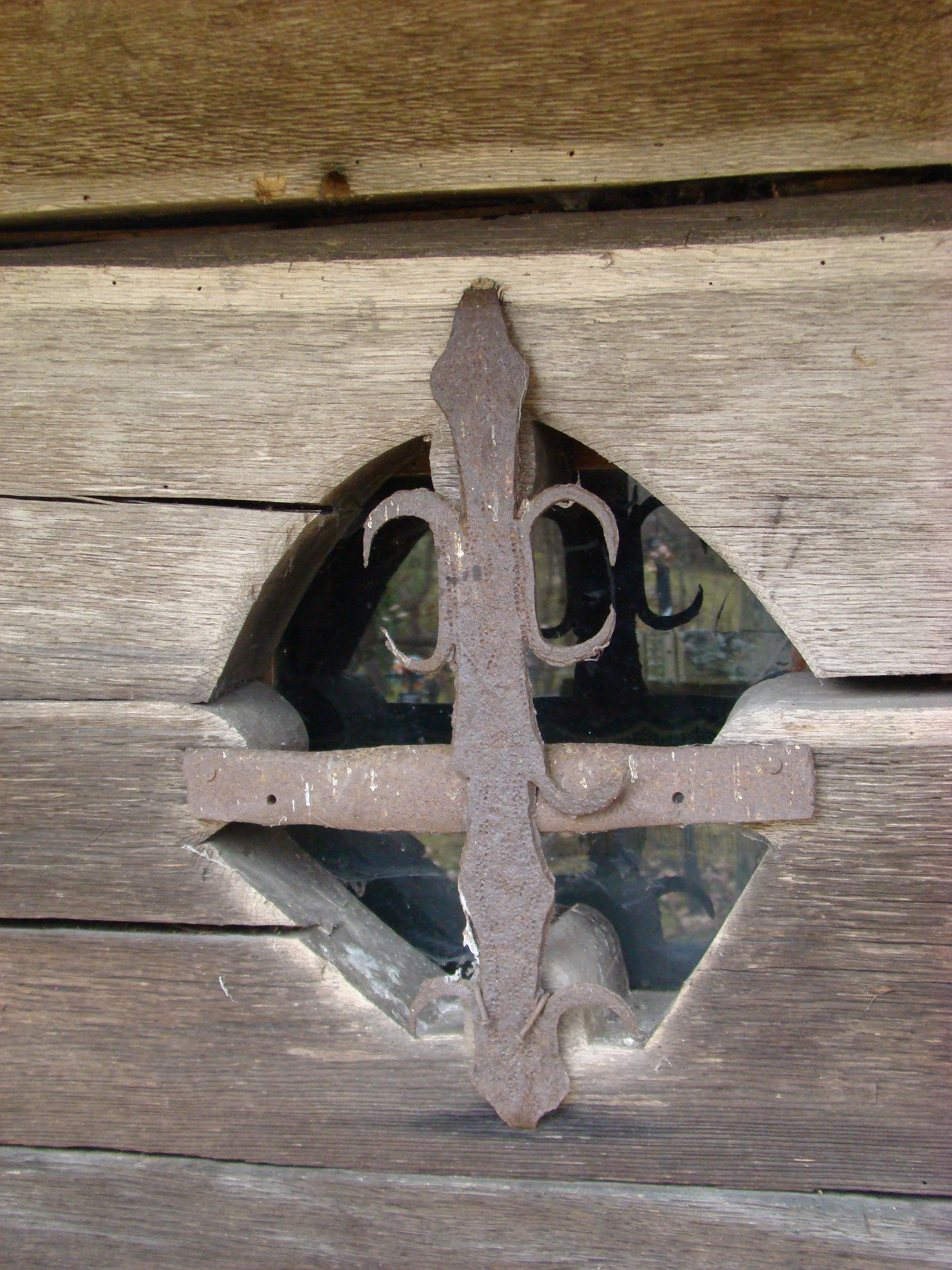
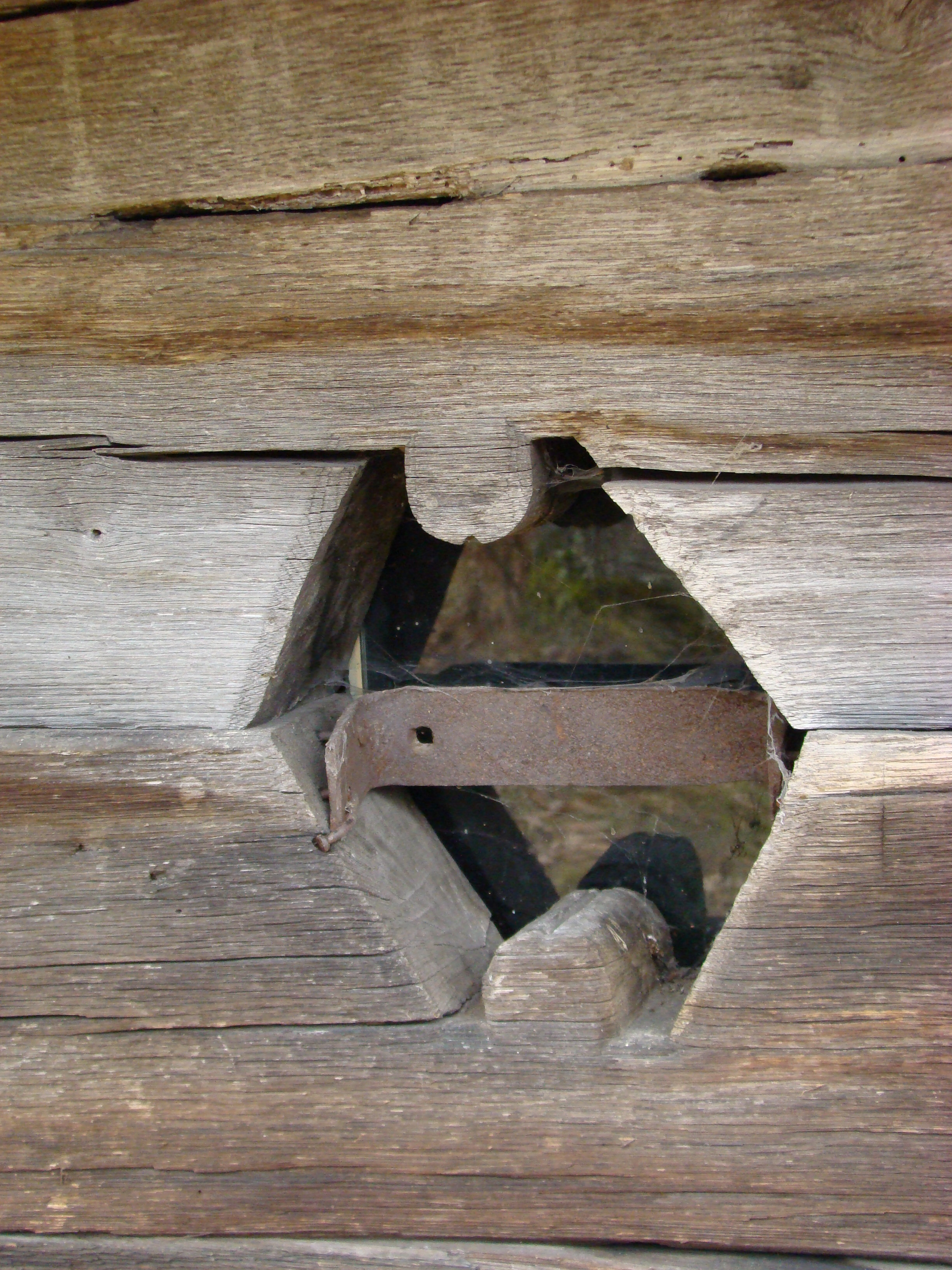
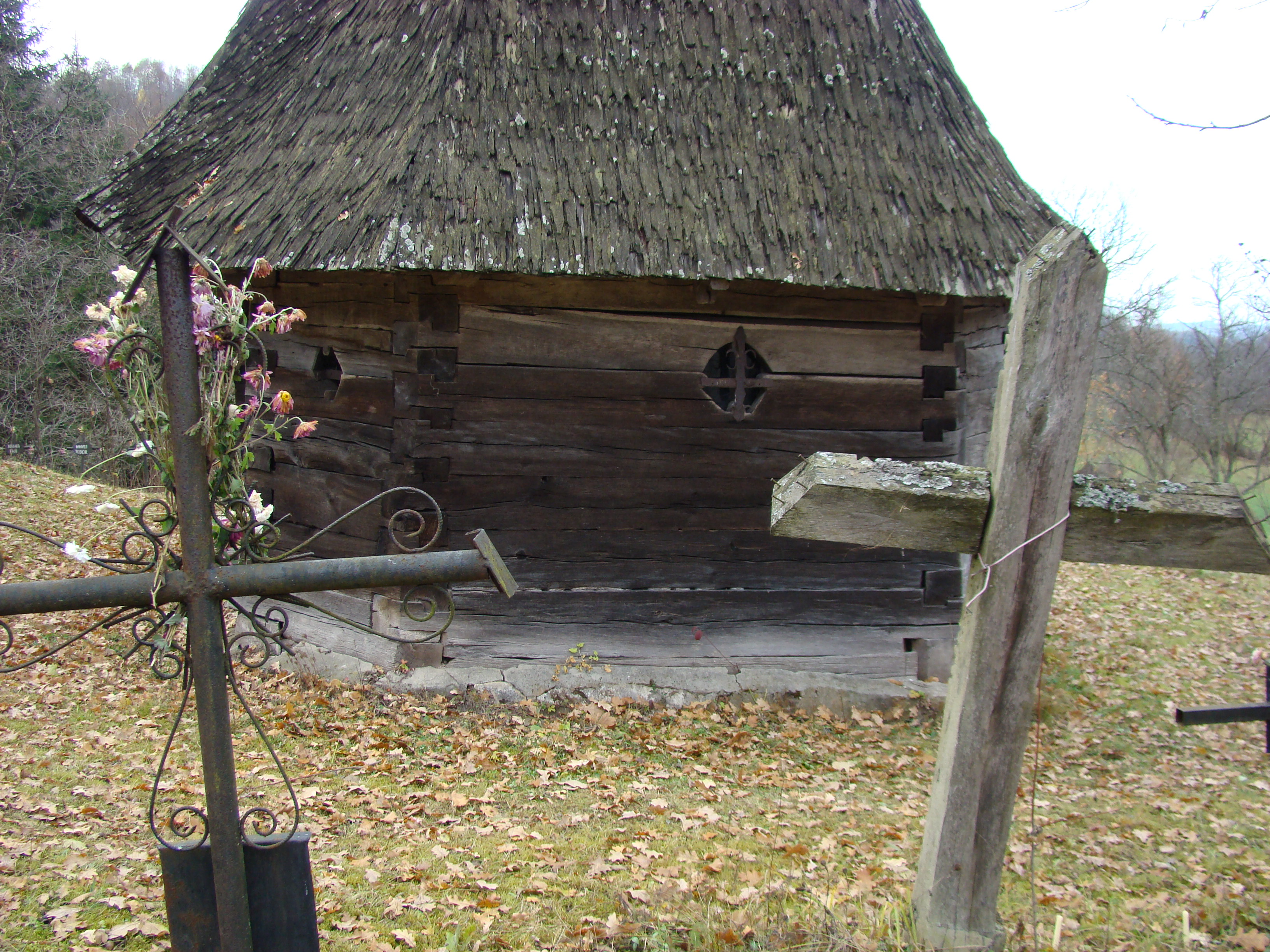
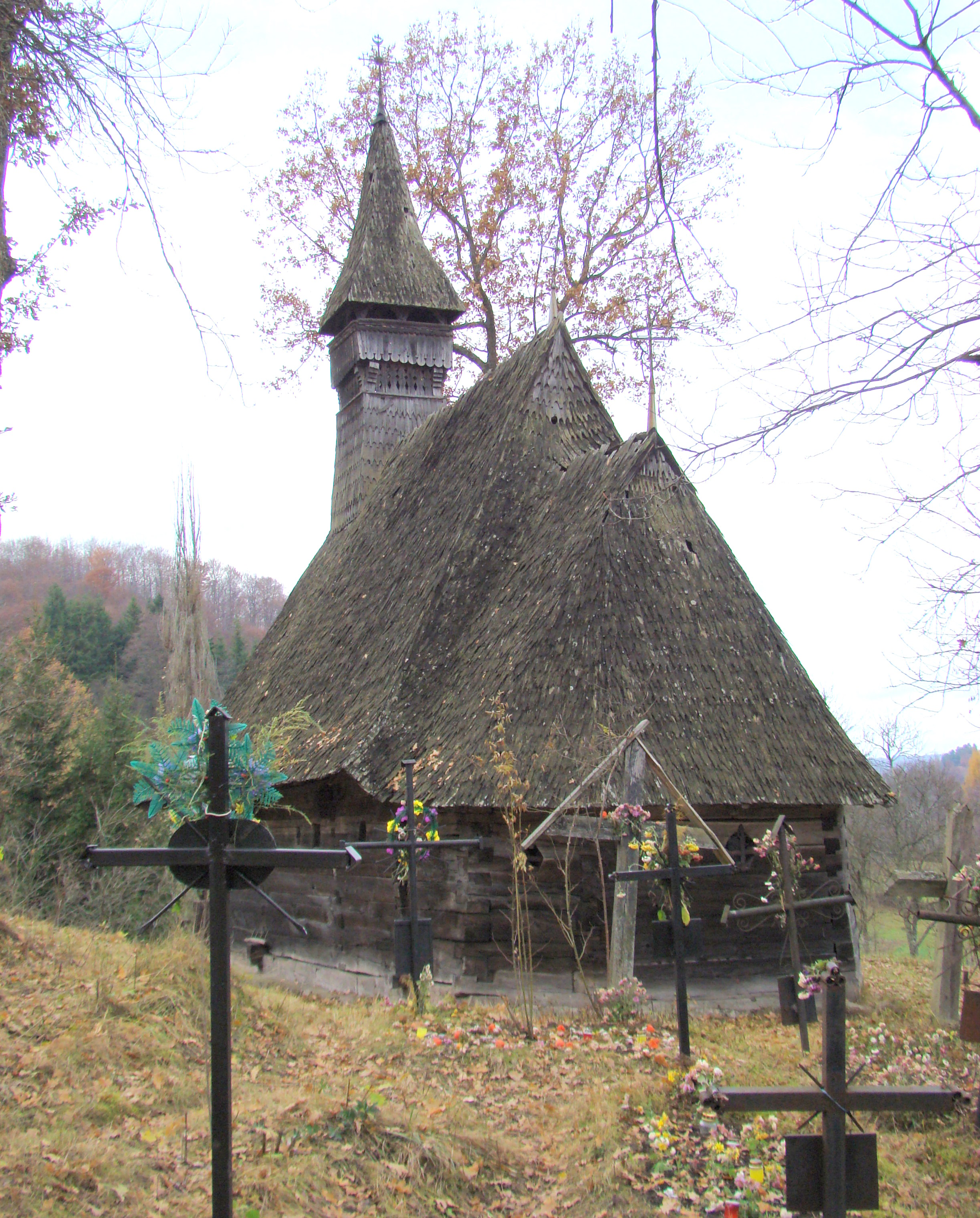
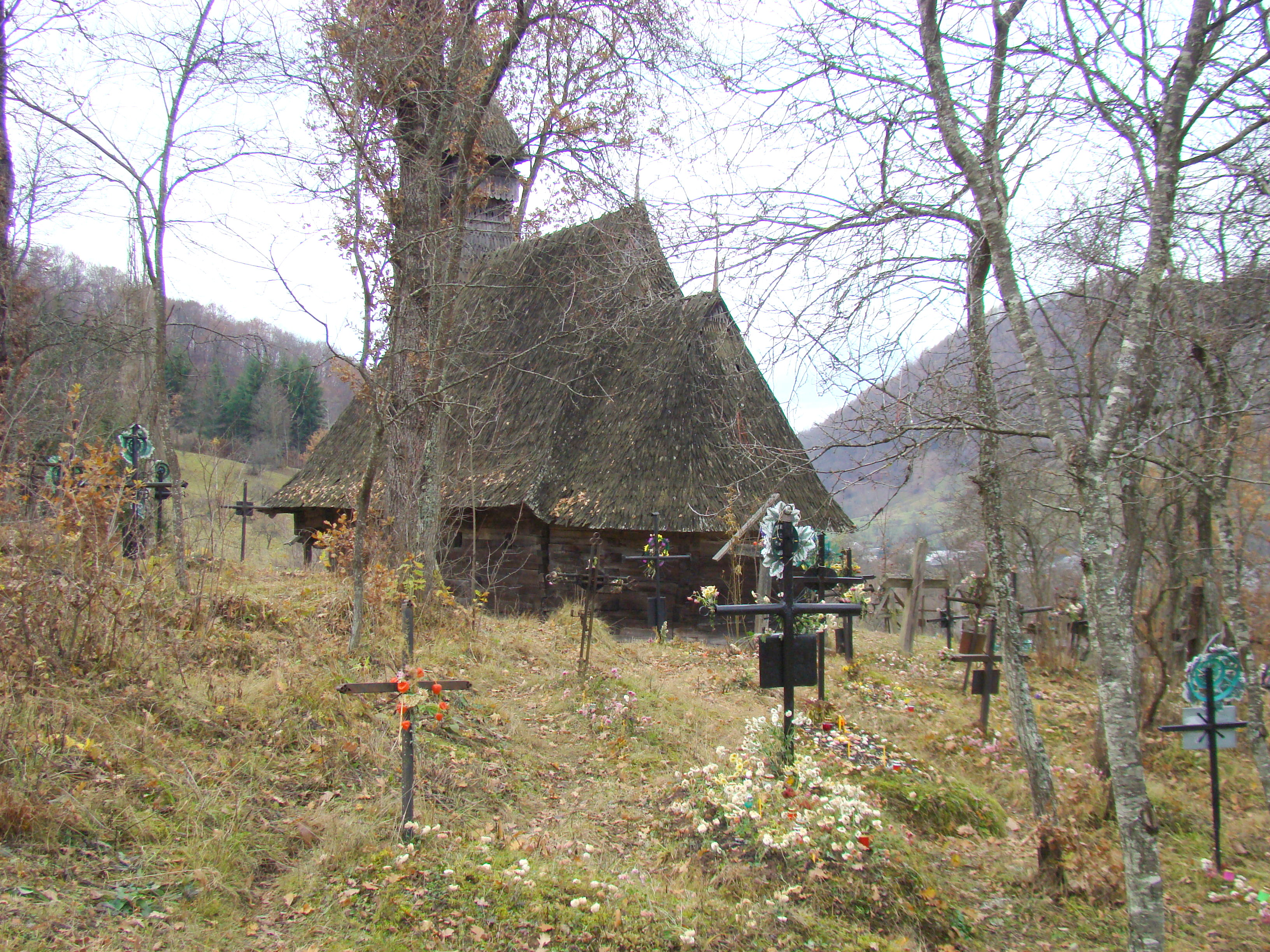
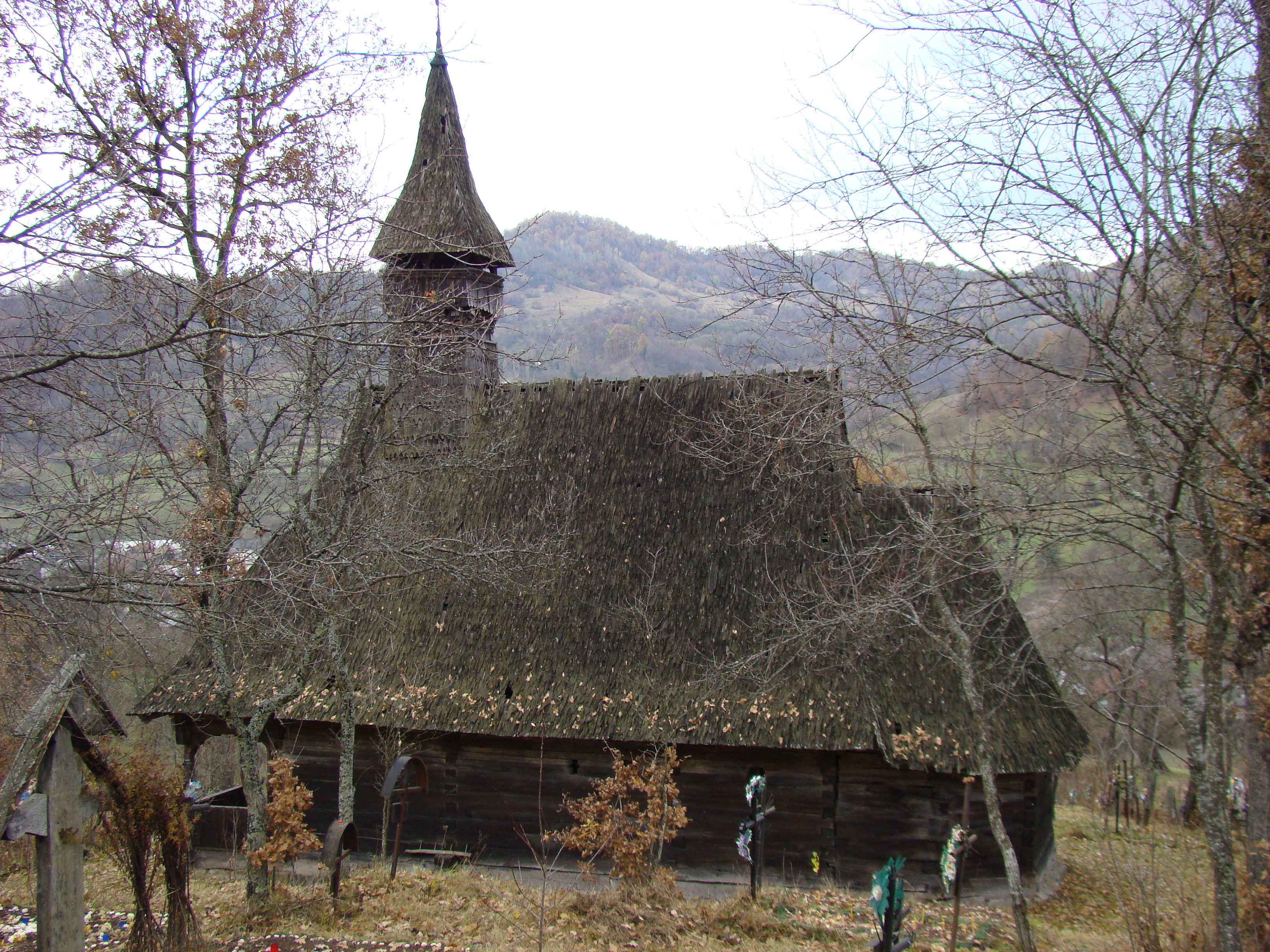
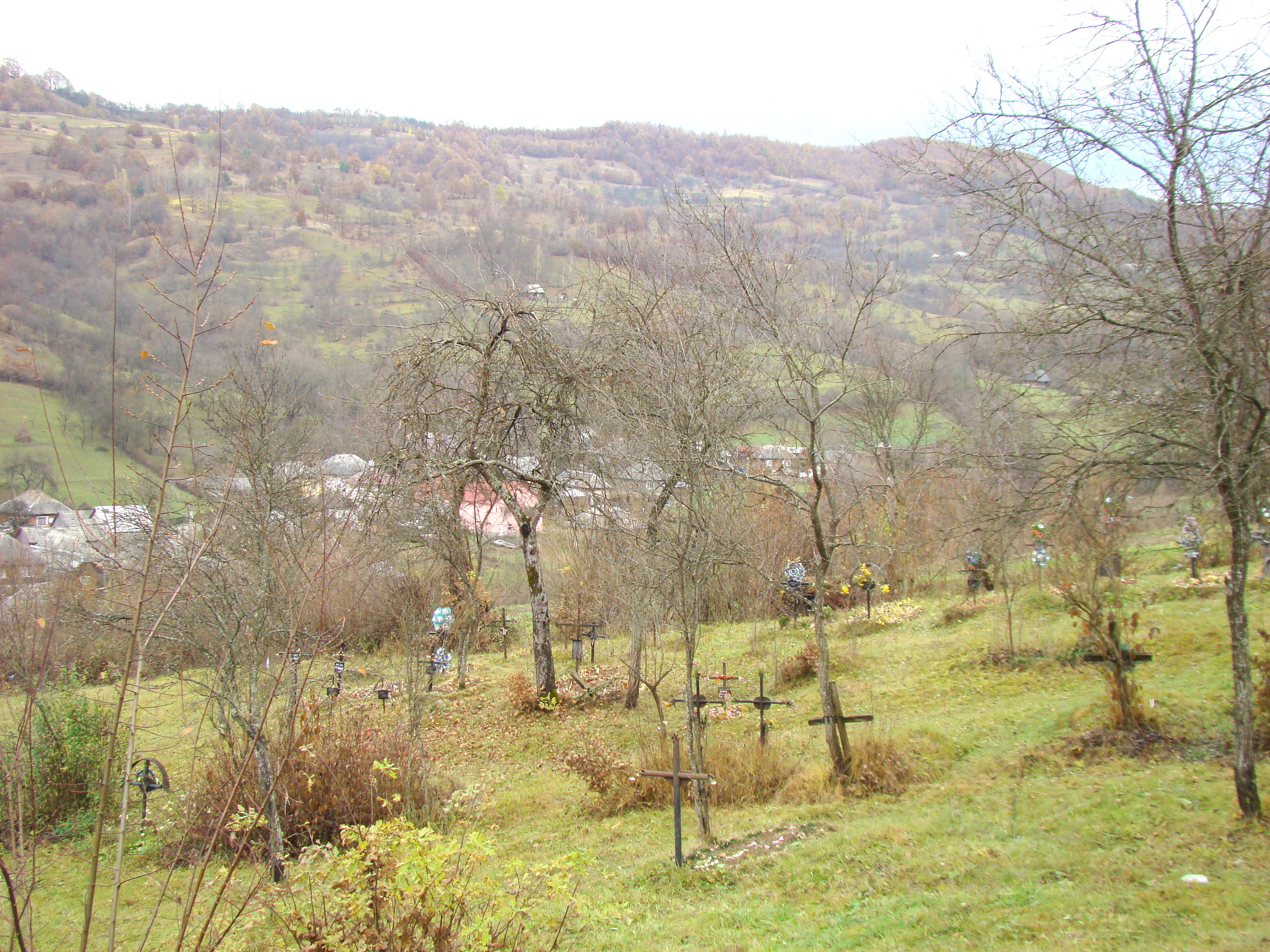
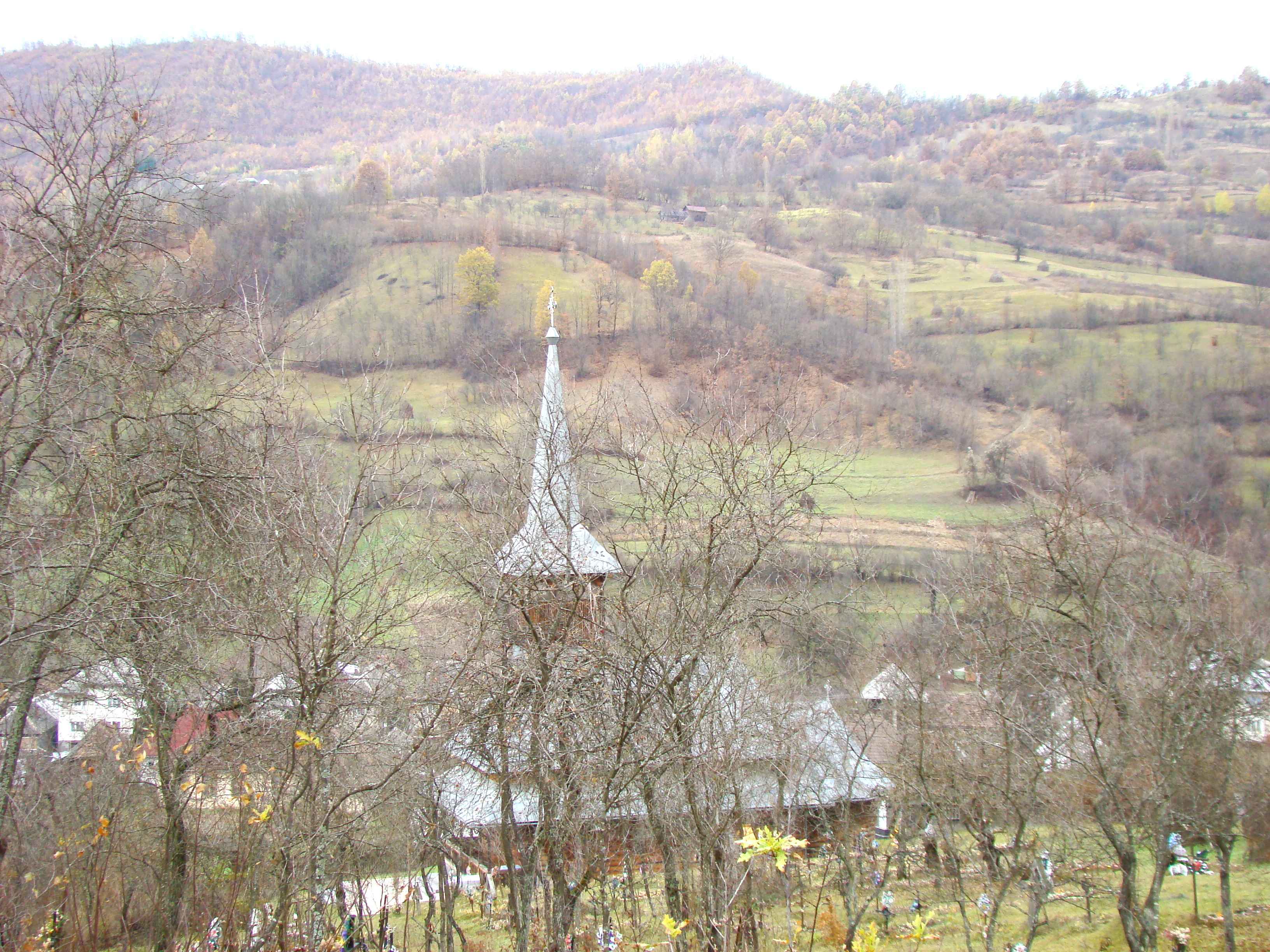
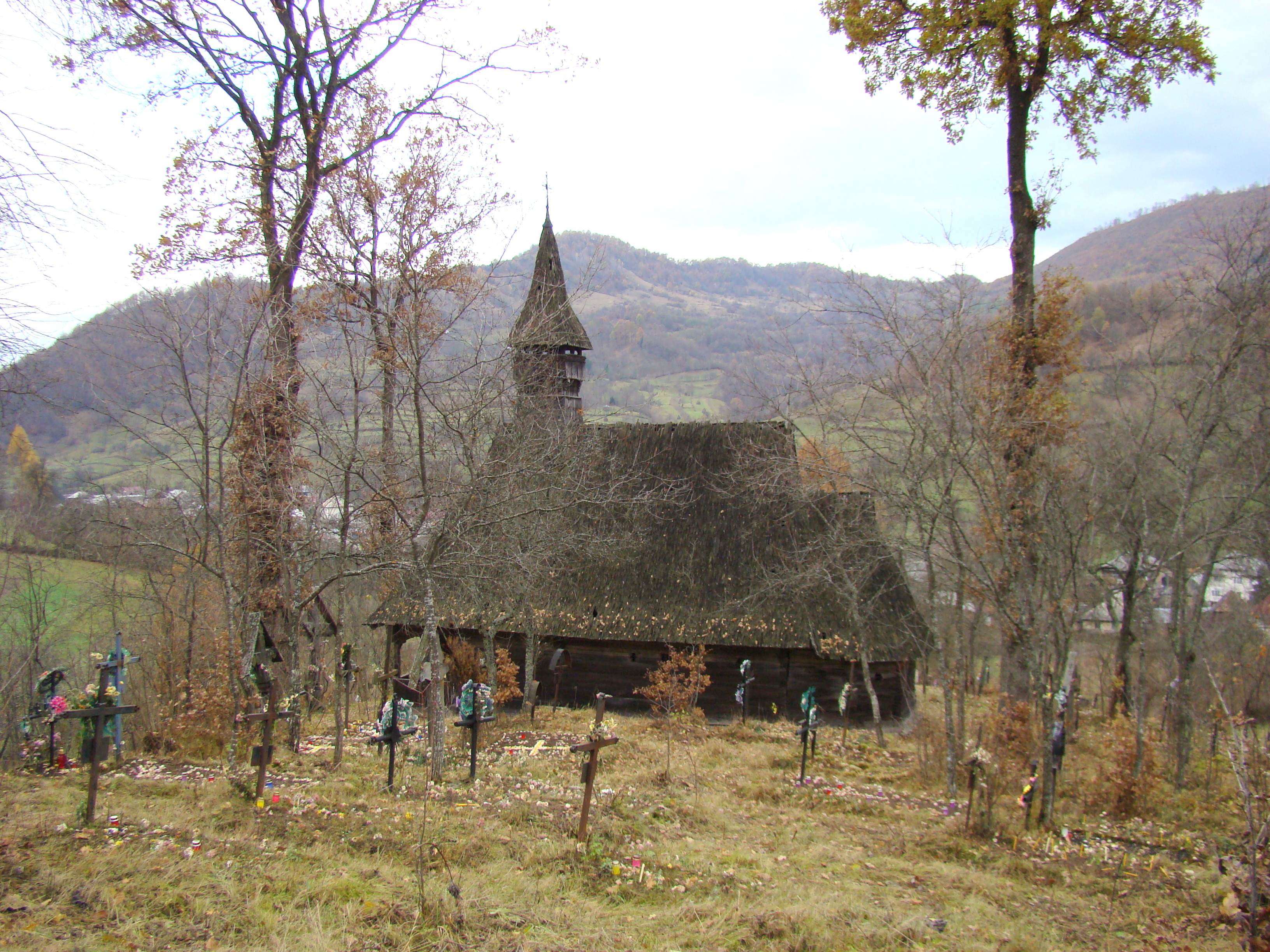
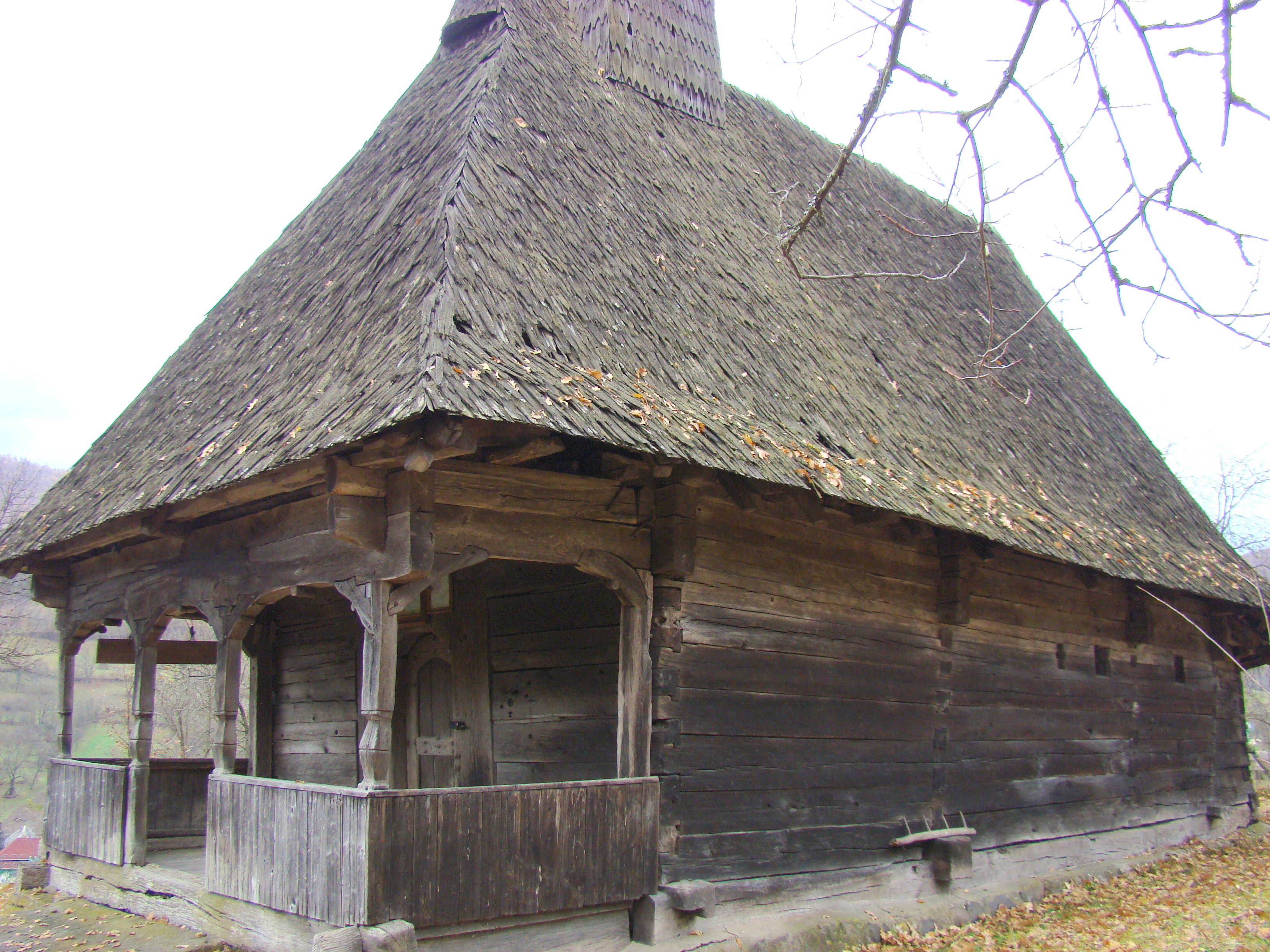
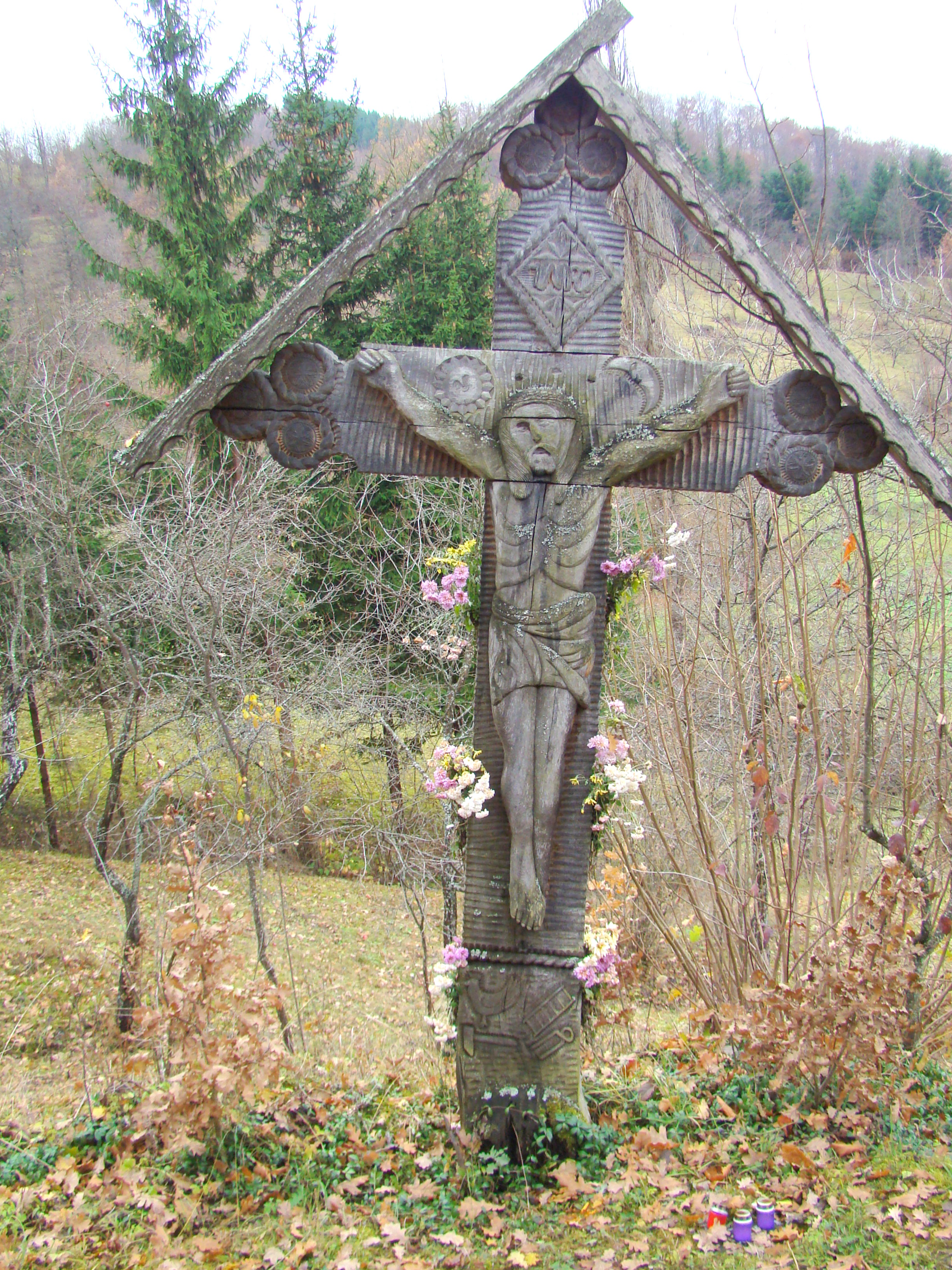
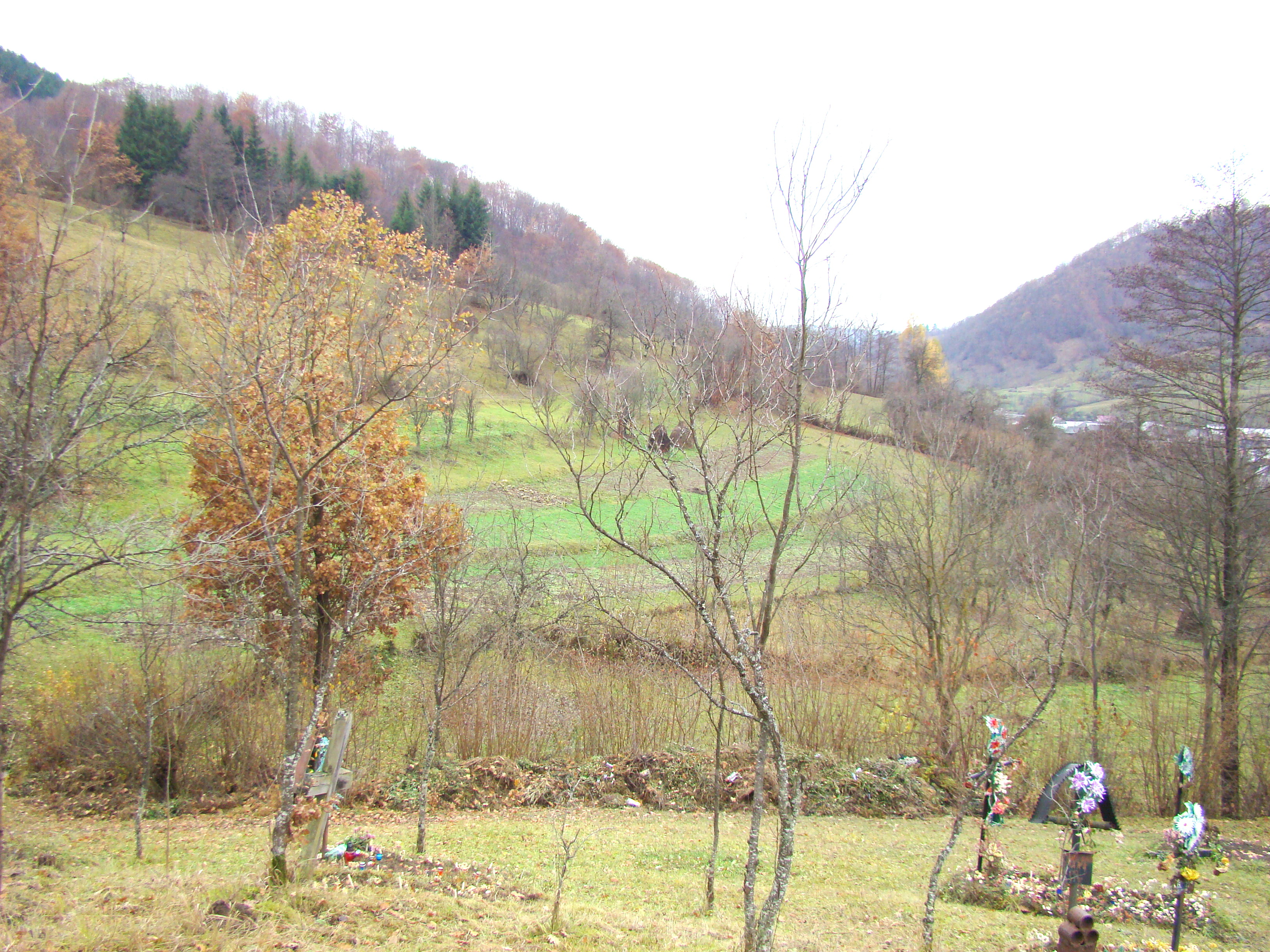
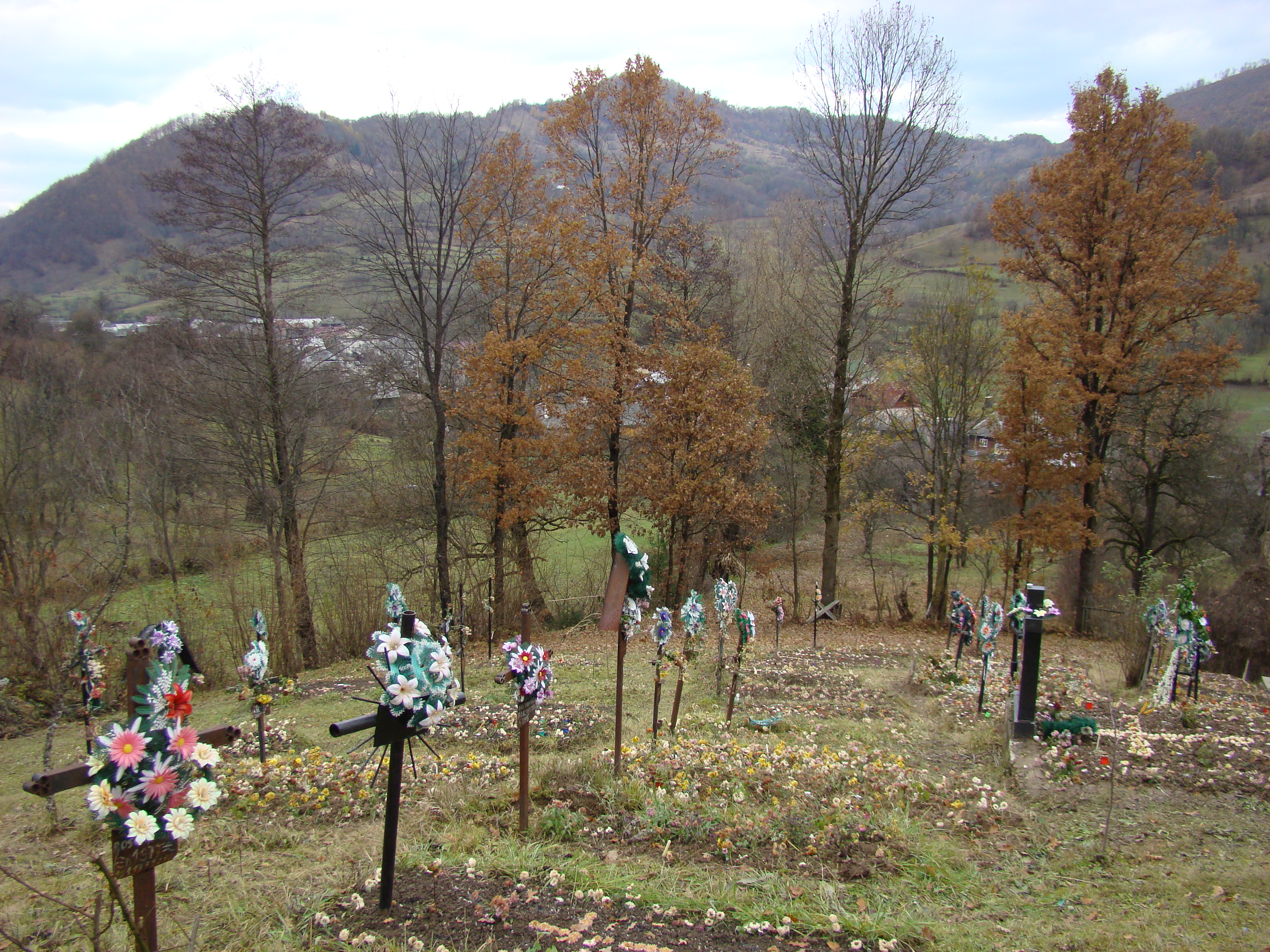
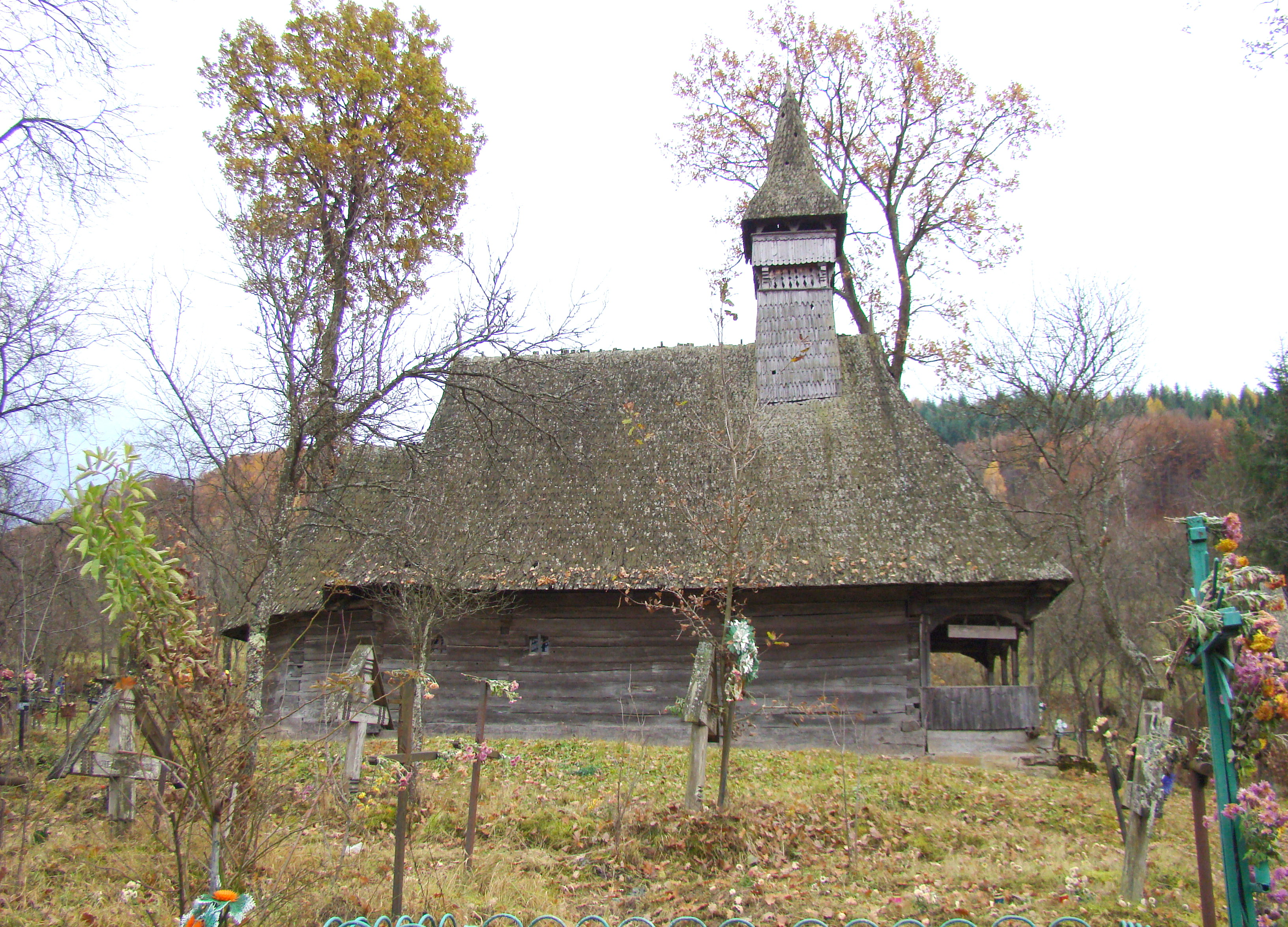
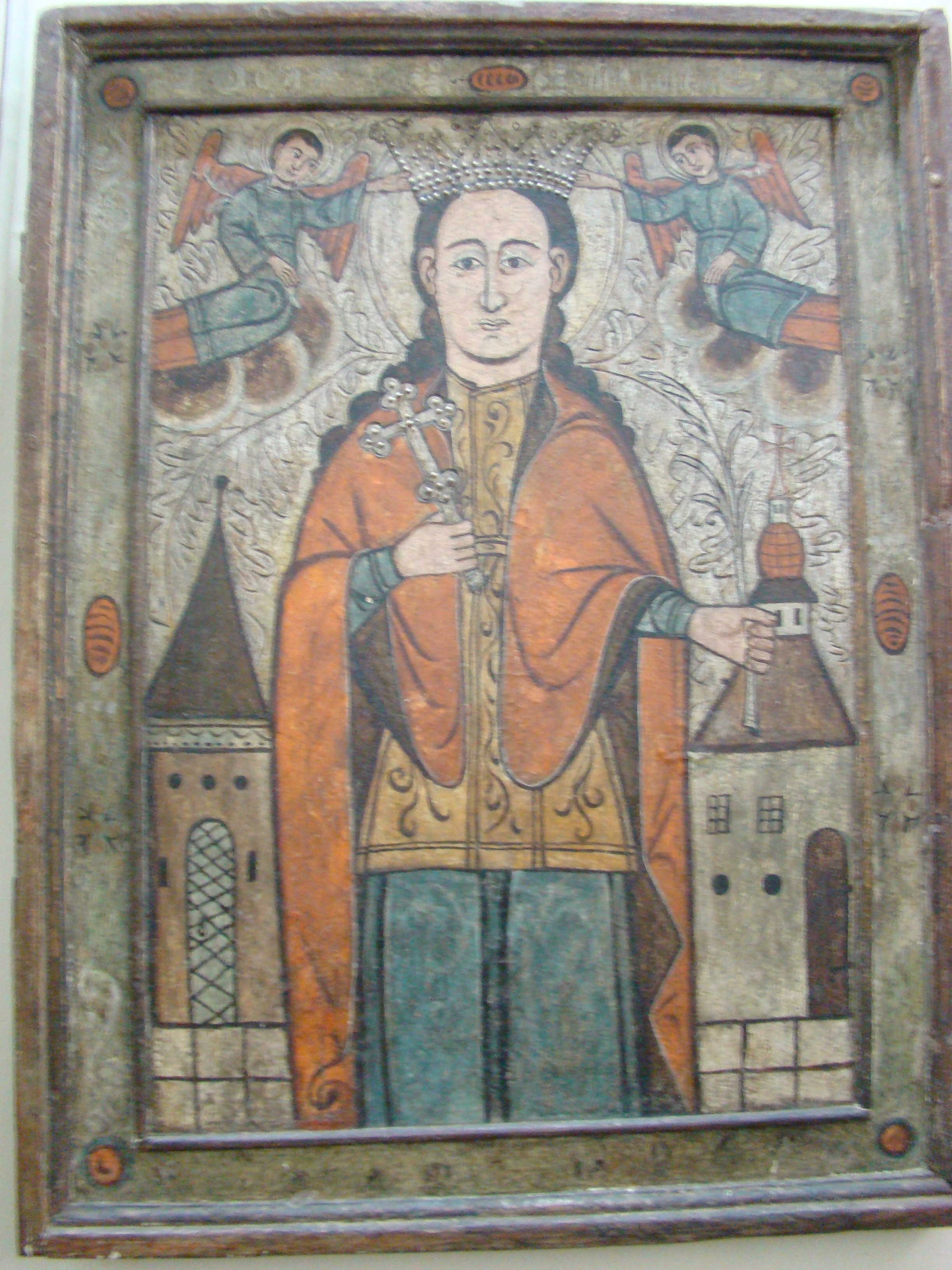
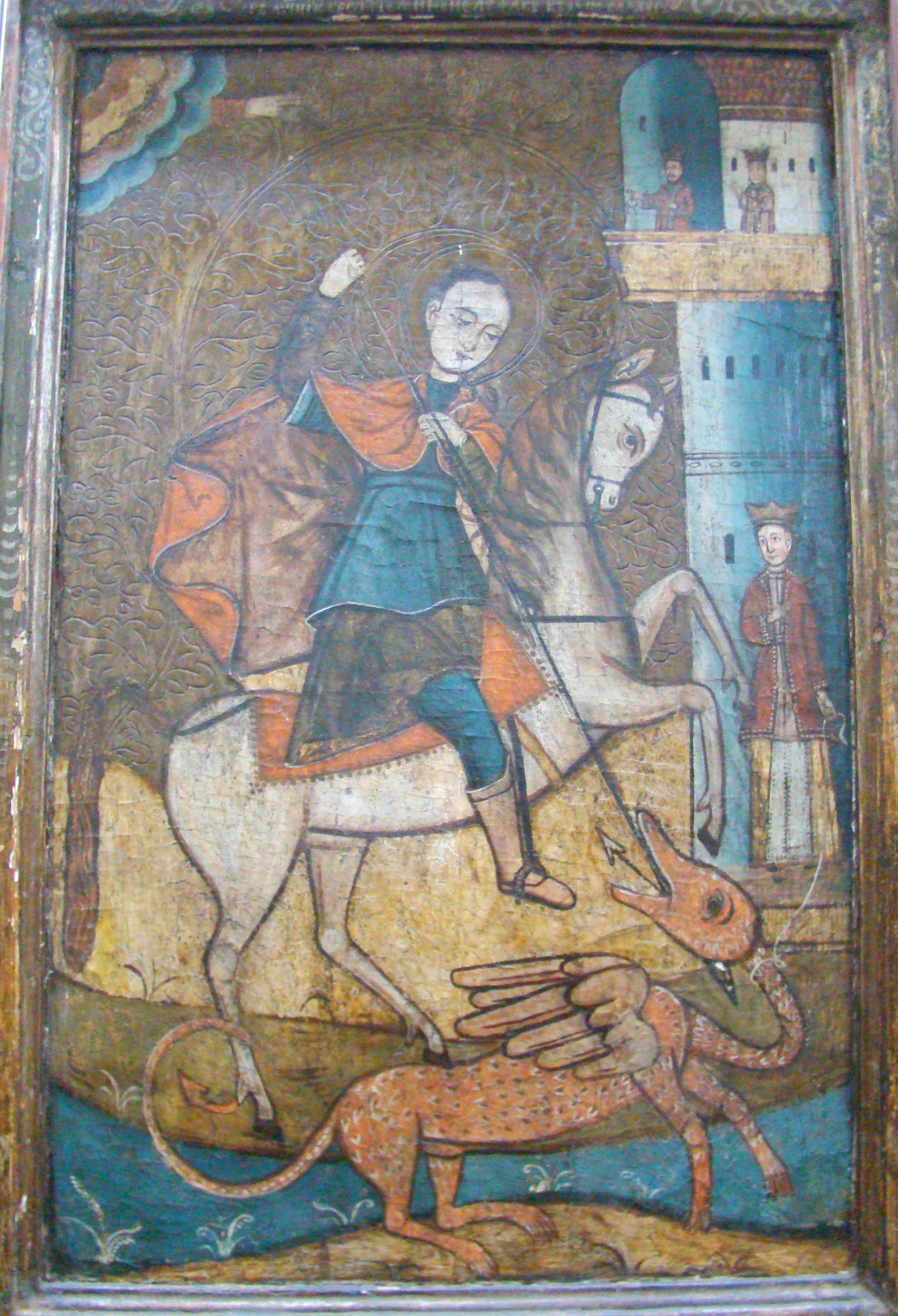
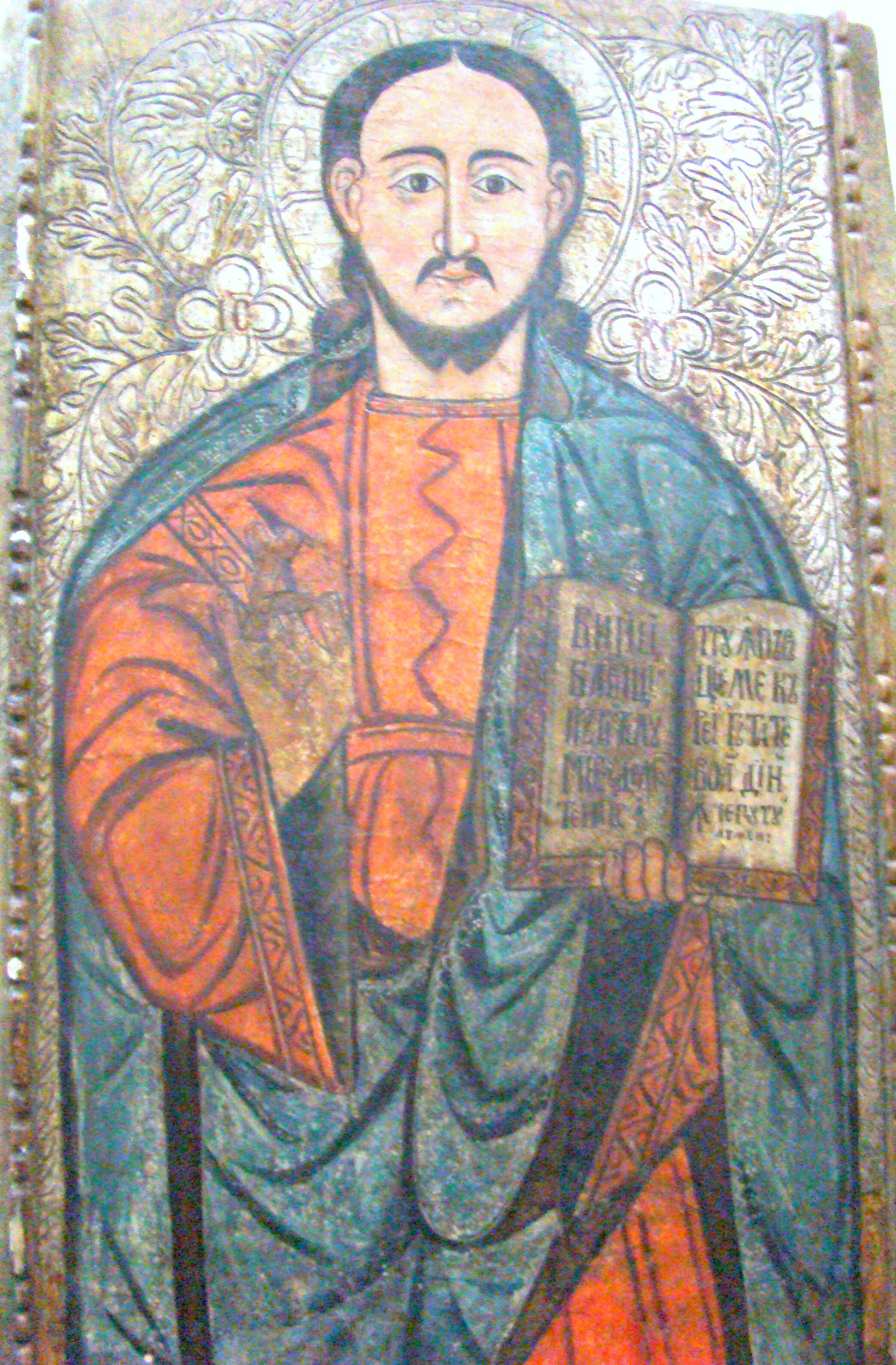
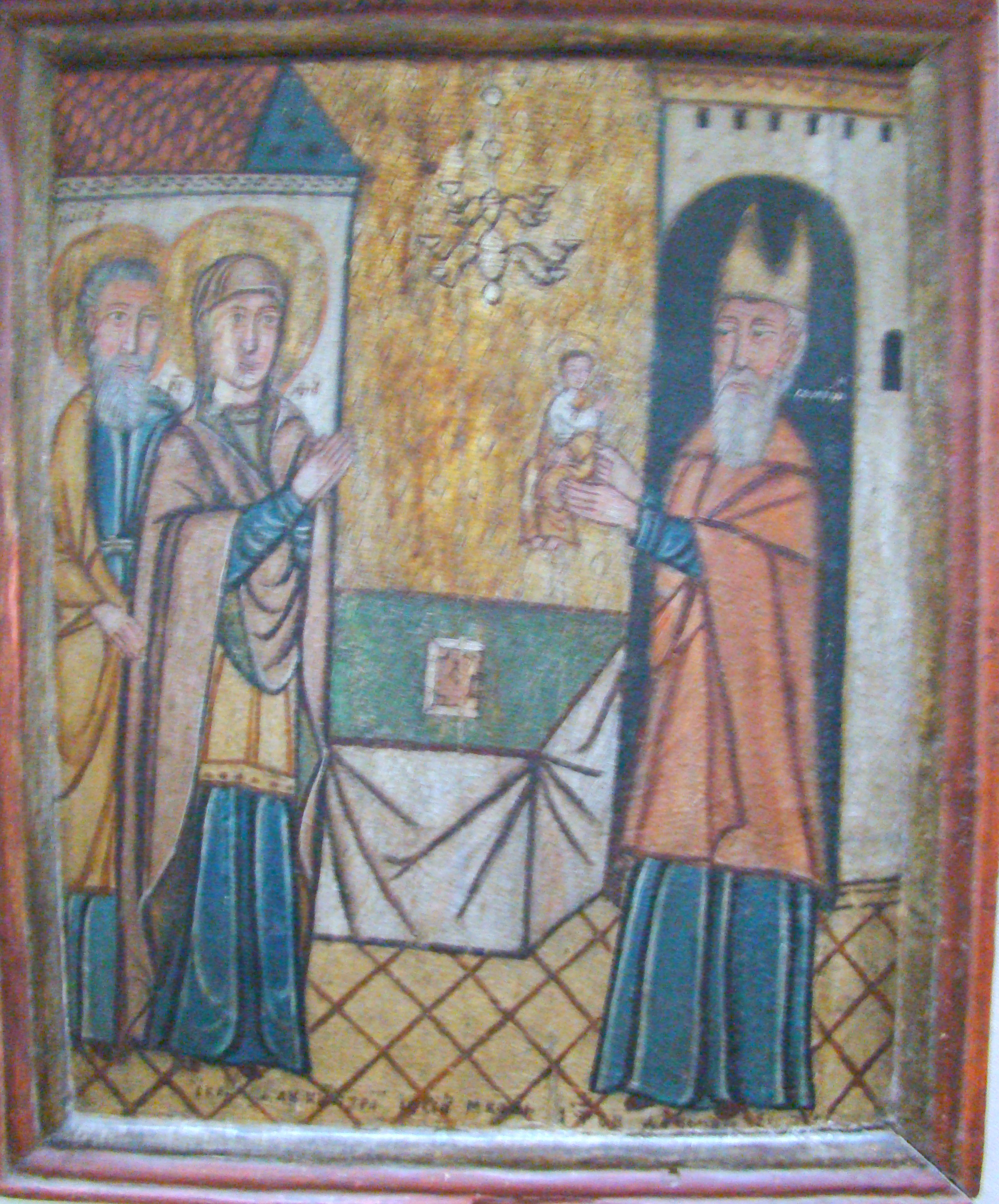
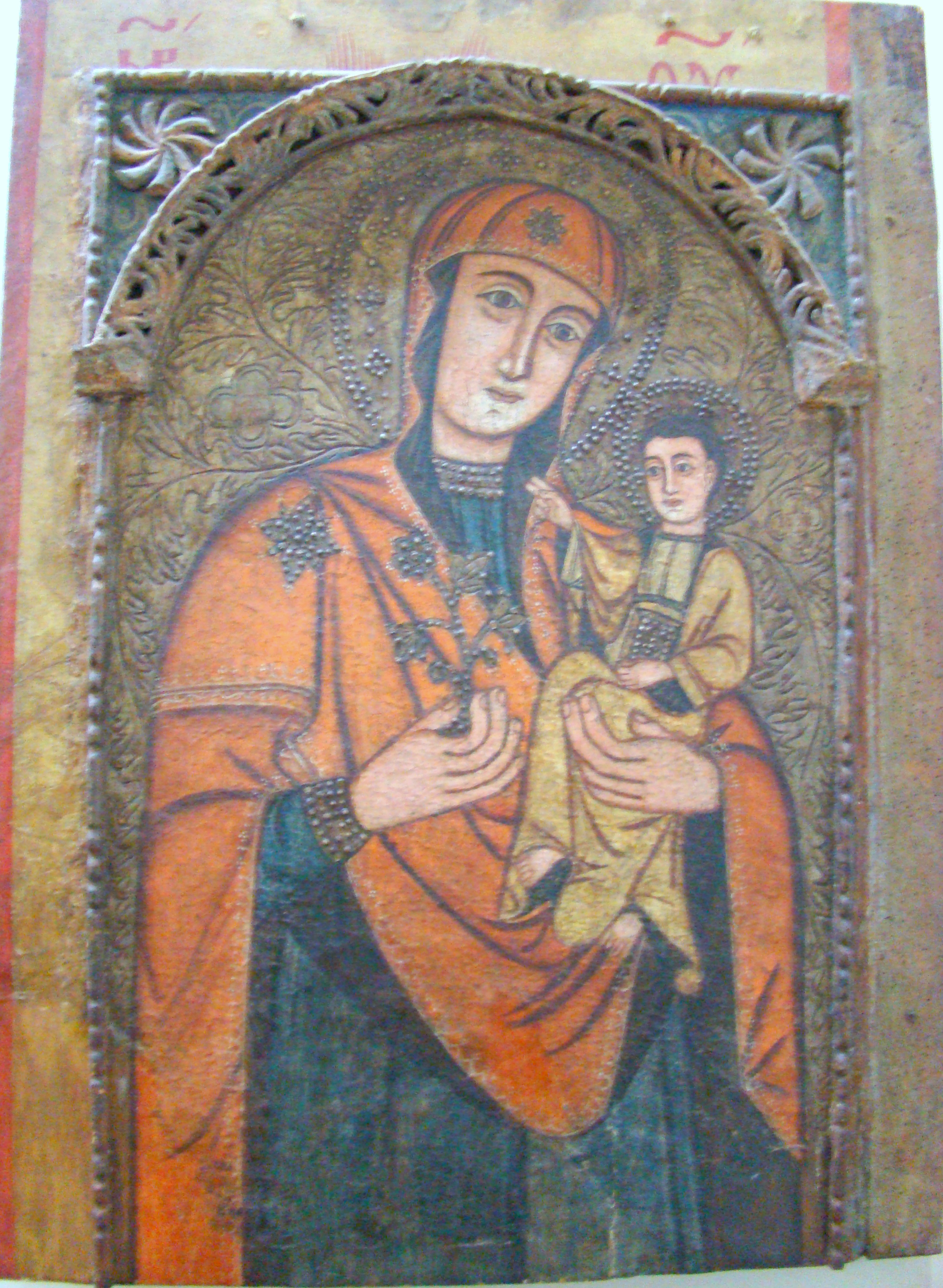
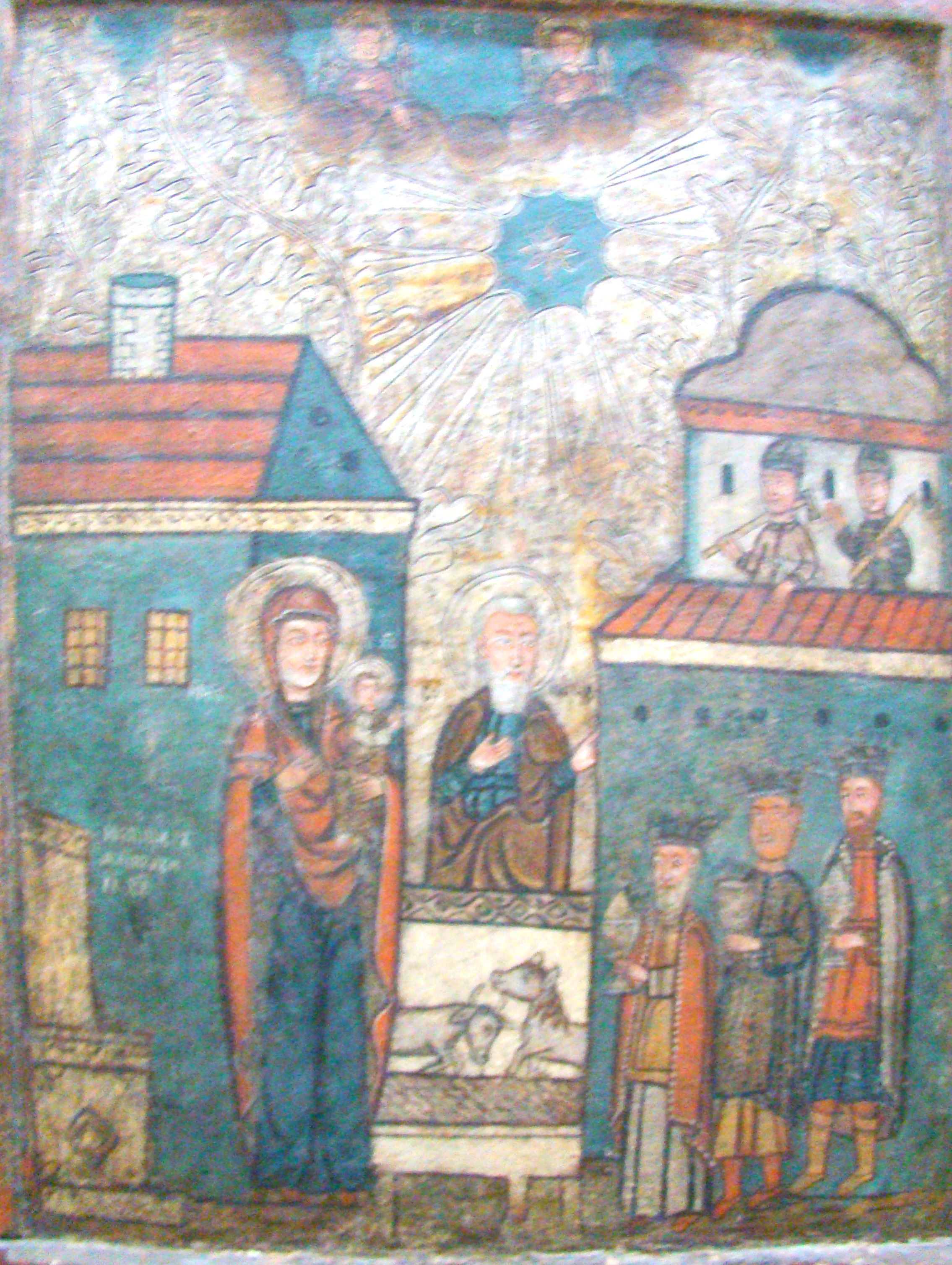
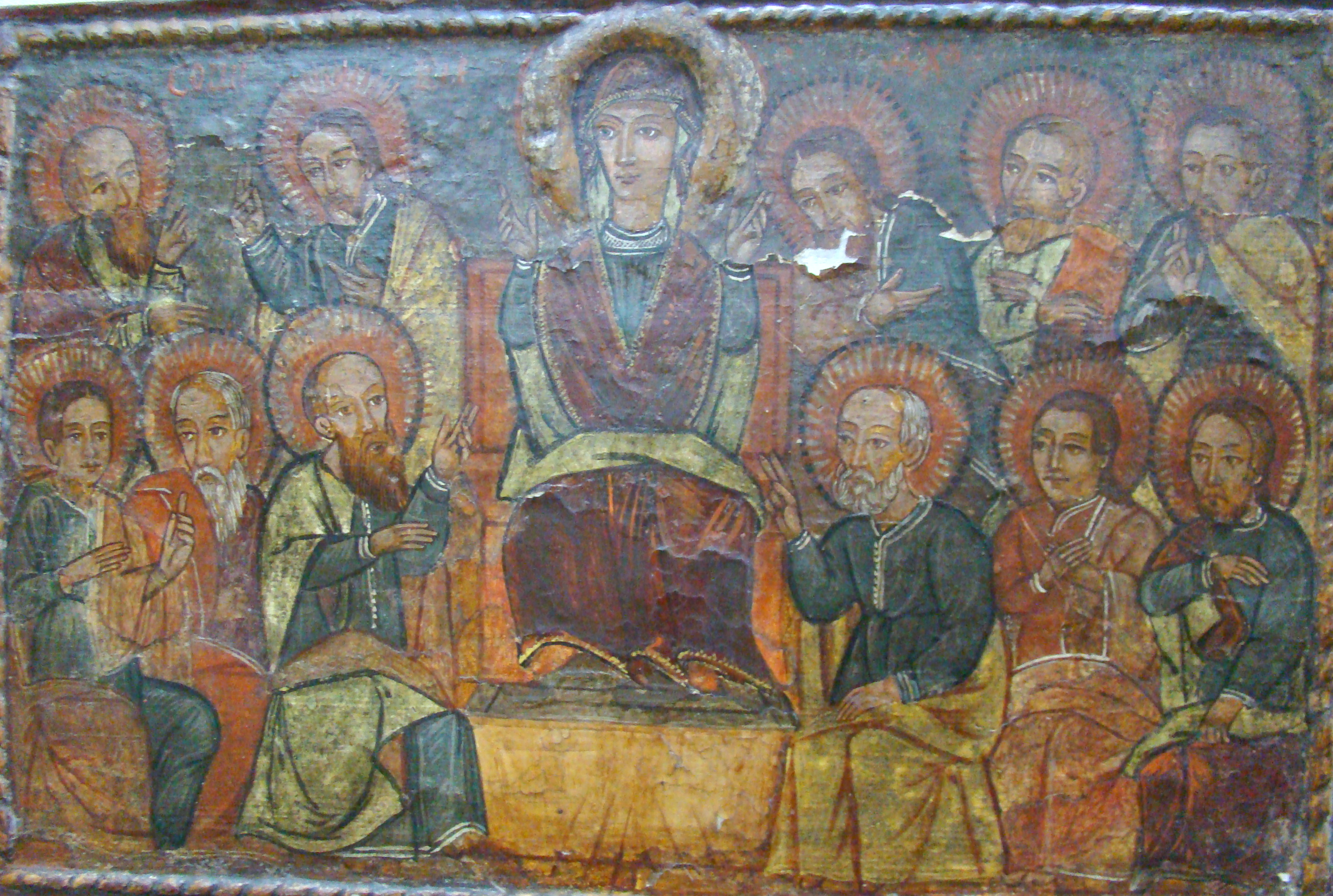
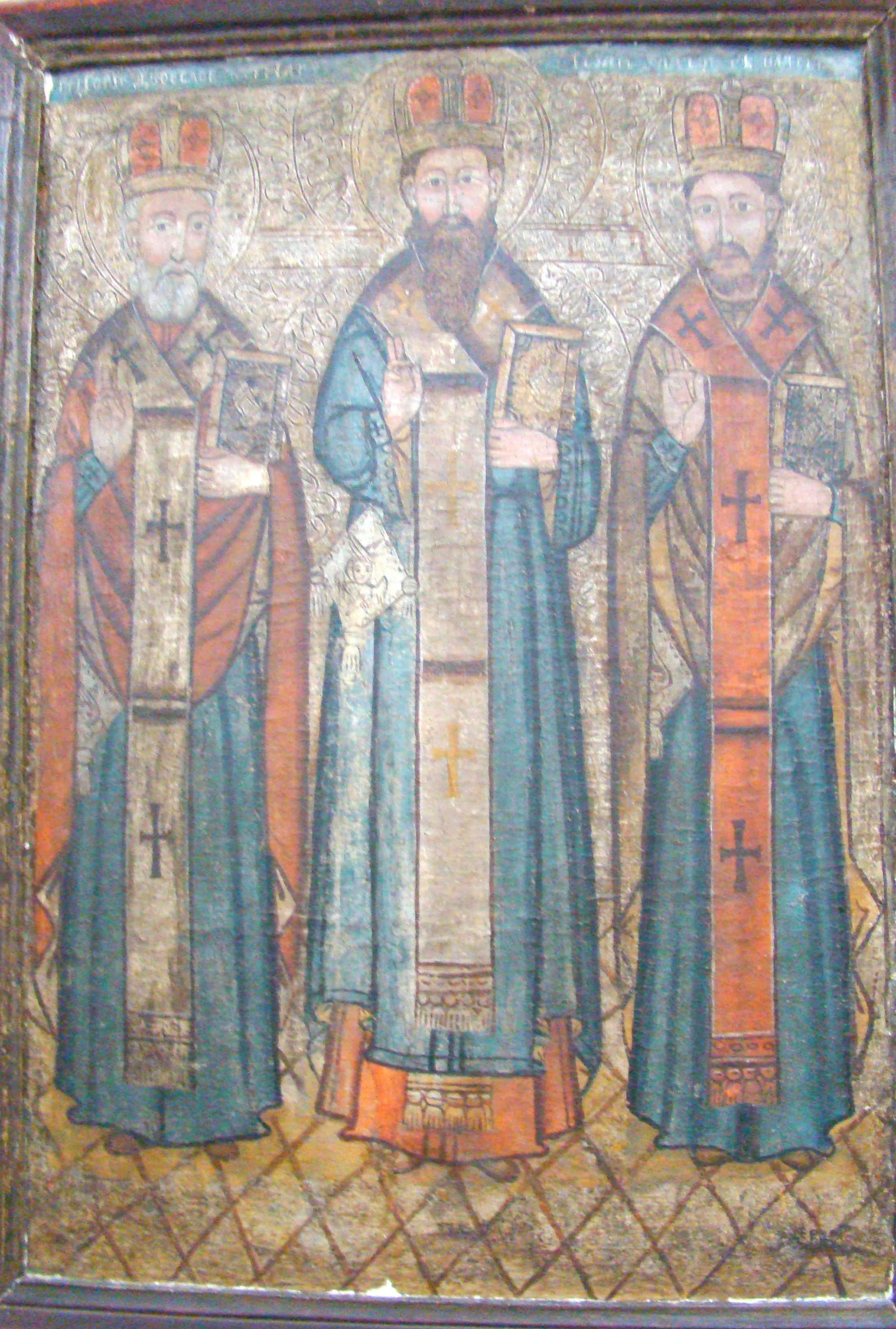
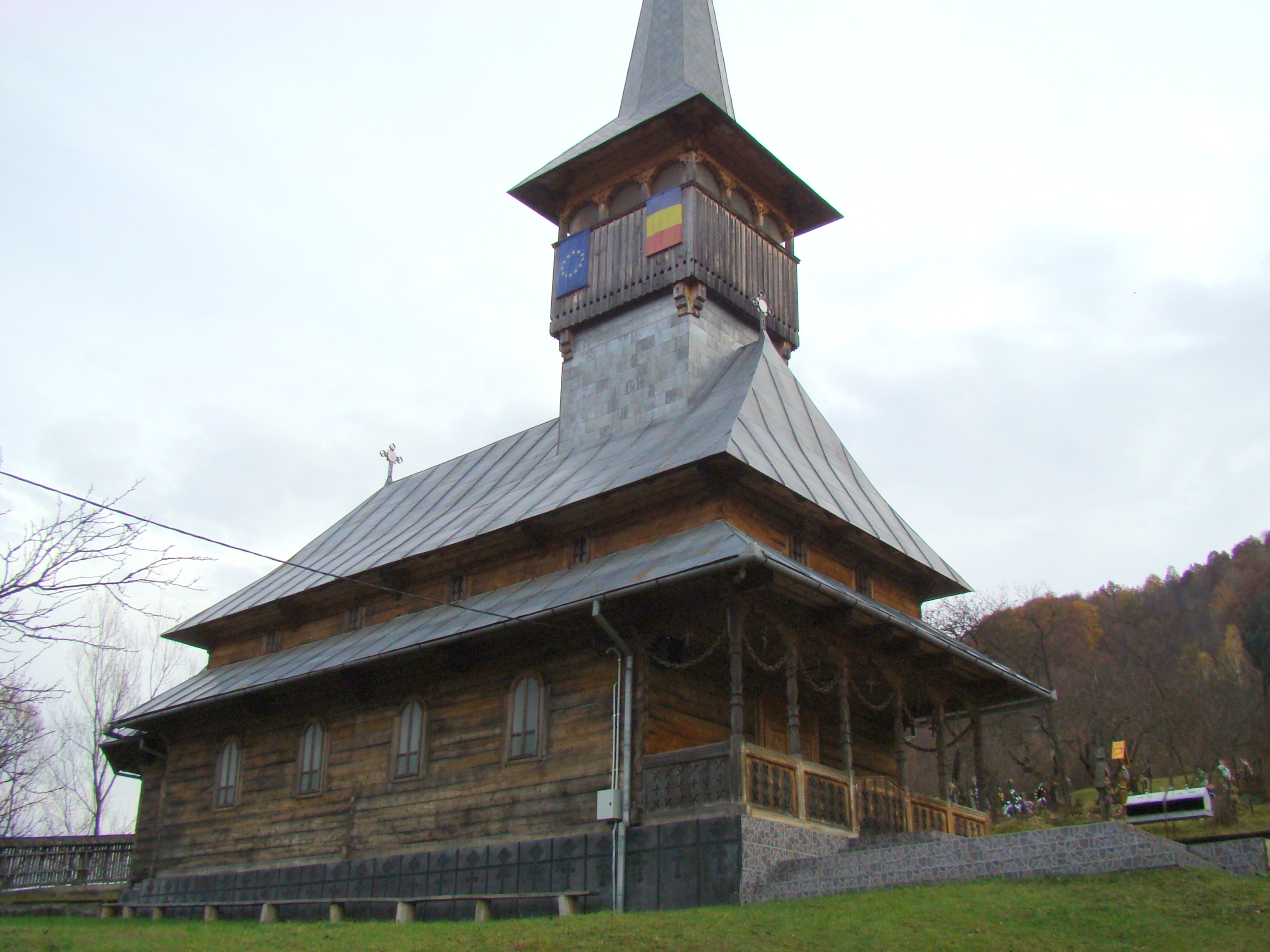
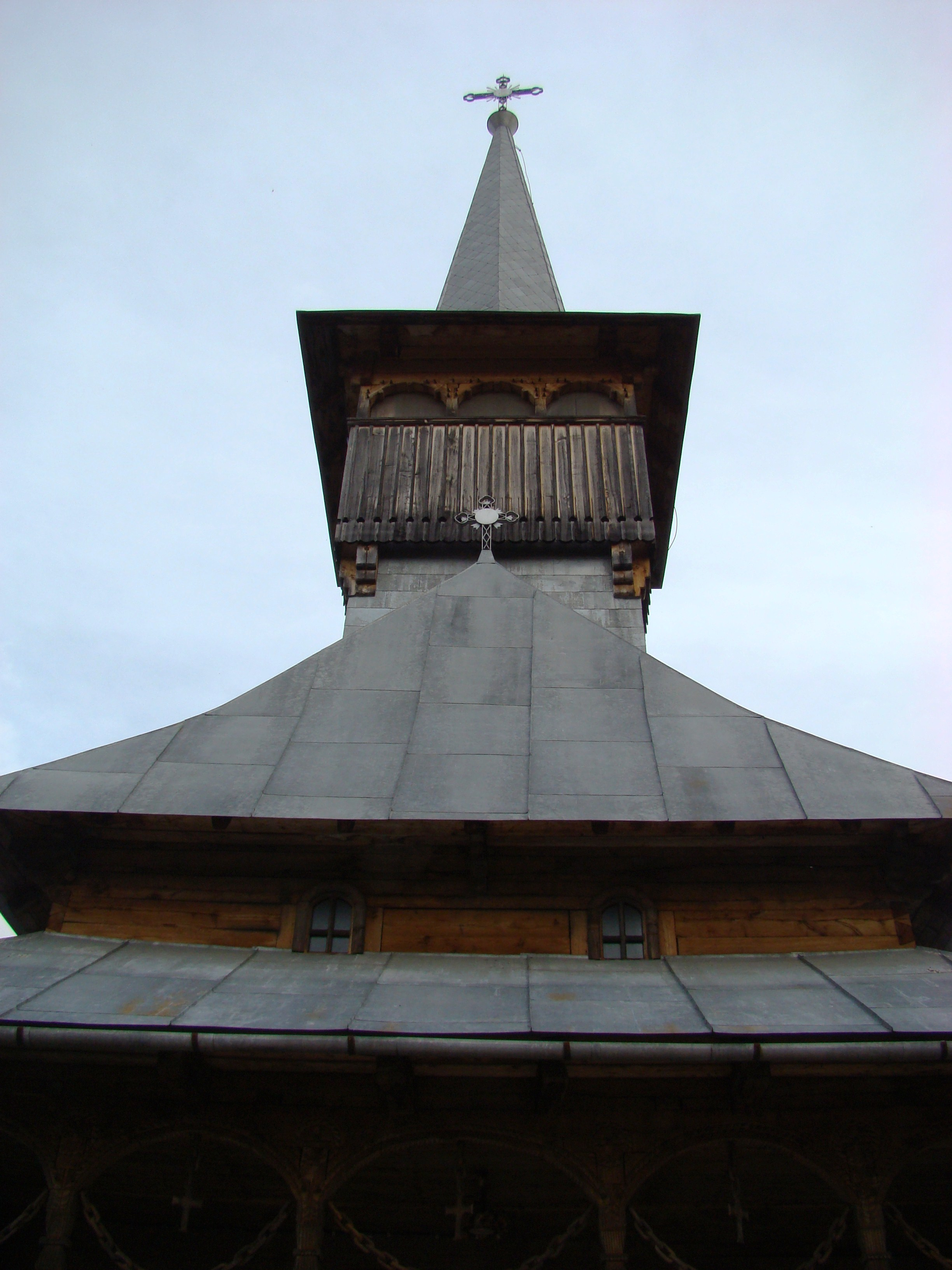
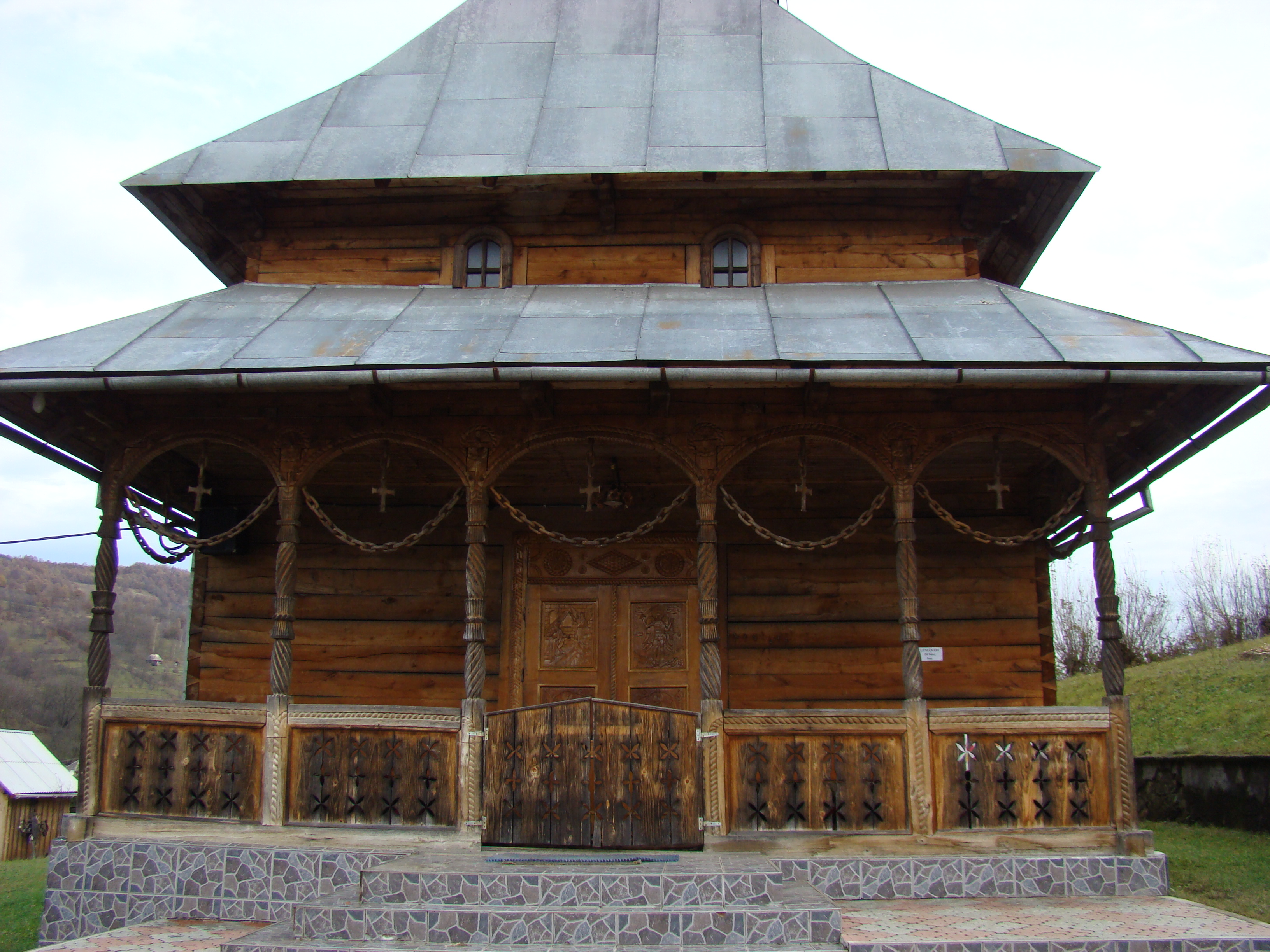
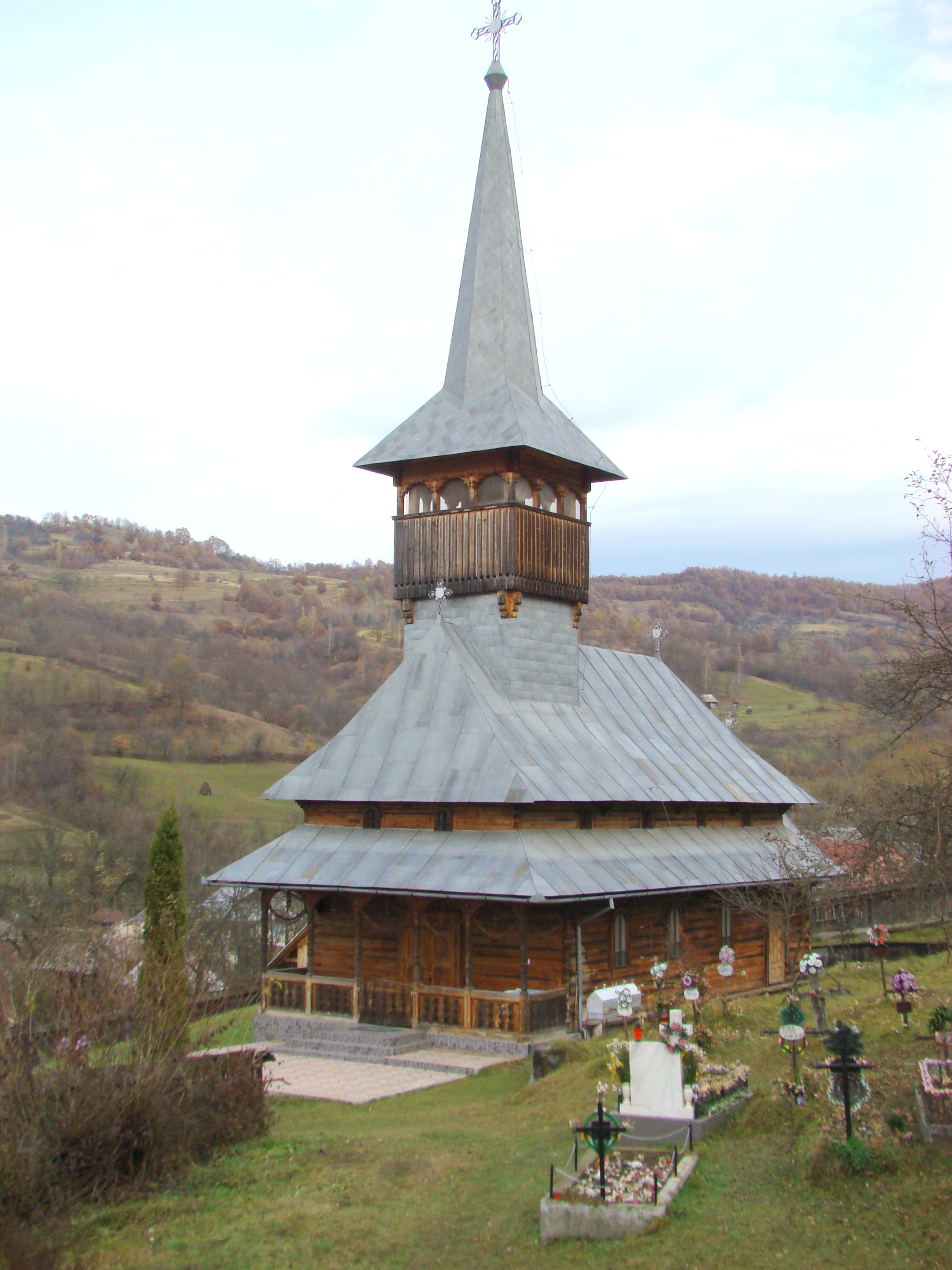